# Biserica „Sfântul Nicolae, Sfântul Dumitru și Sfinții Împărați” din Prigoria
Biserica cu triplu hram „Sfântul Nicolae, Sfântul Dumitru și Sfinții Împărați” din Prigoria, comuna Prigoria, județul Gorj, a fost  ridicată în anul 1836. Lăcașul de cult figurează pe lista monumentelor istorice 2015, cod LMI GJ-II-m-B-09358.

## Imagini din exterior

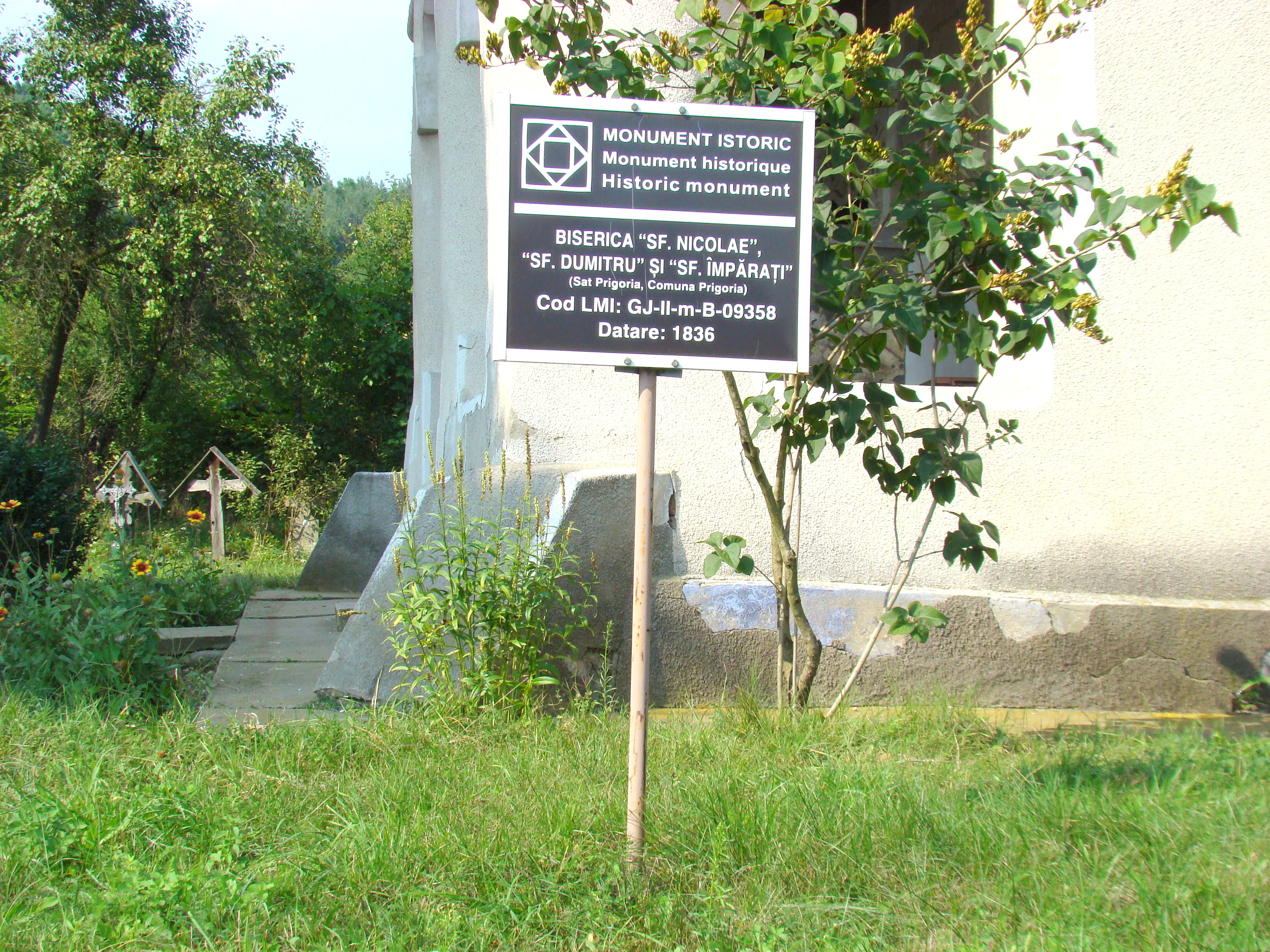
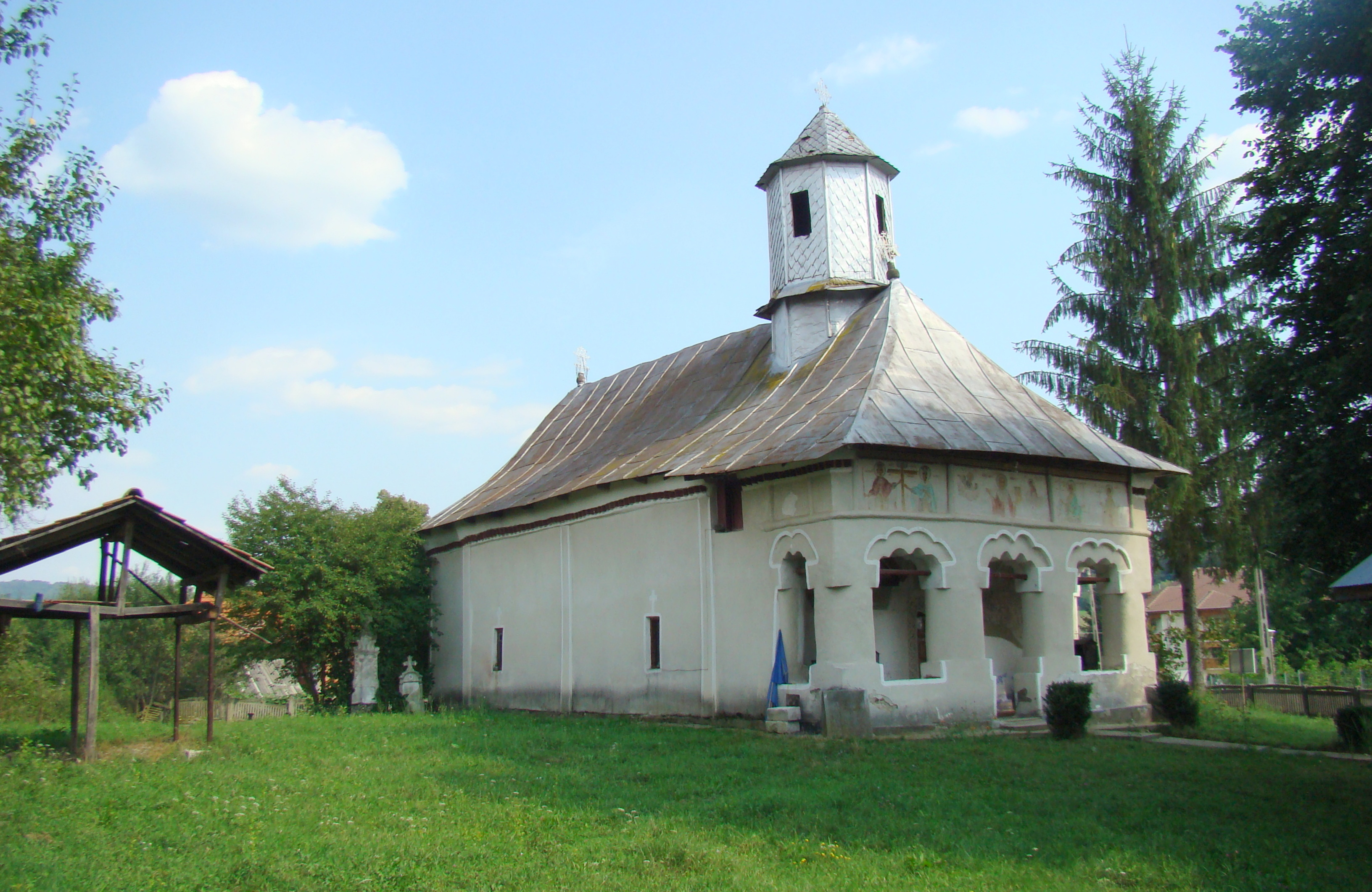
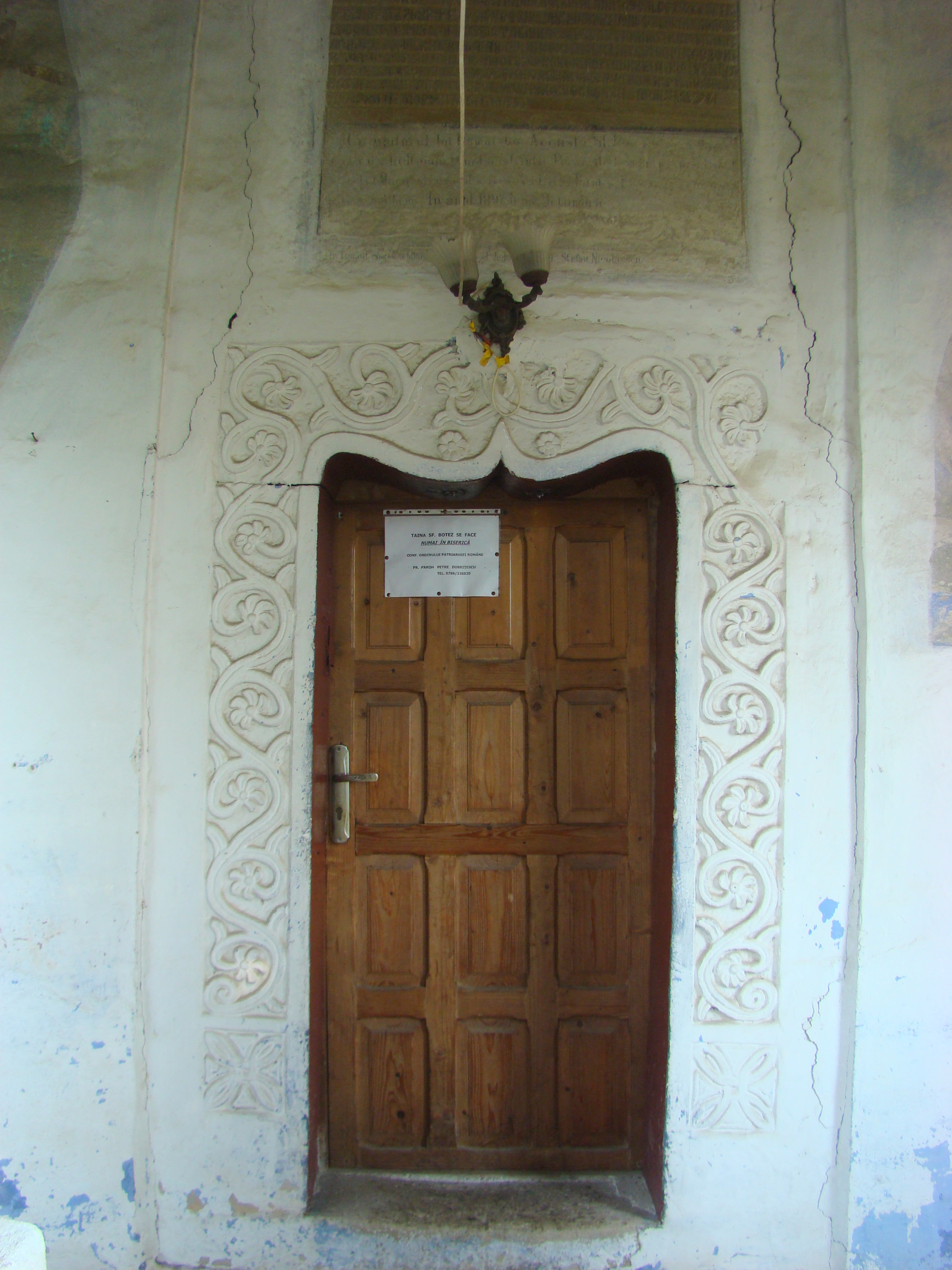
Portalul exterior şi pisania
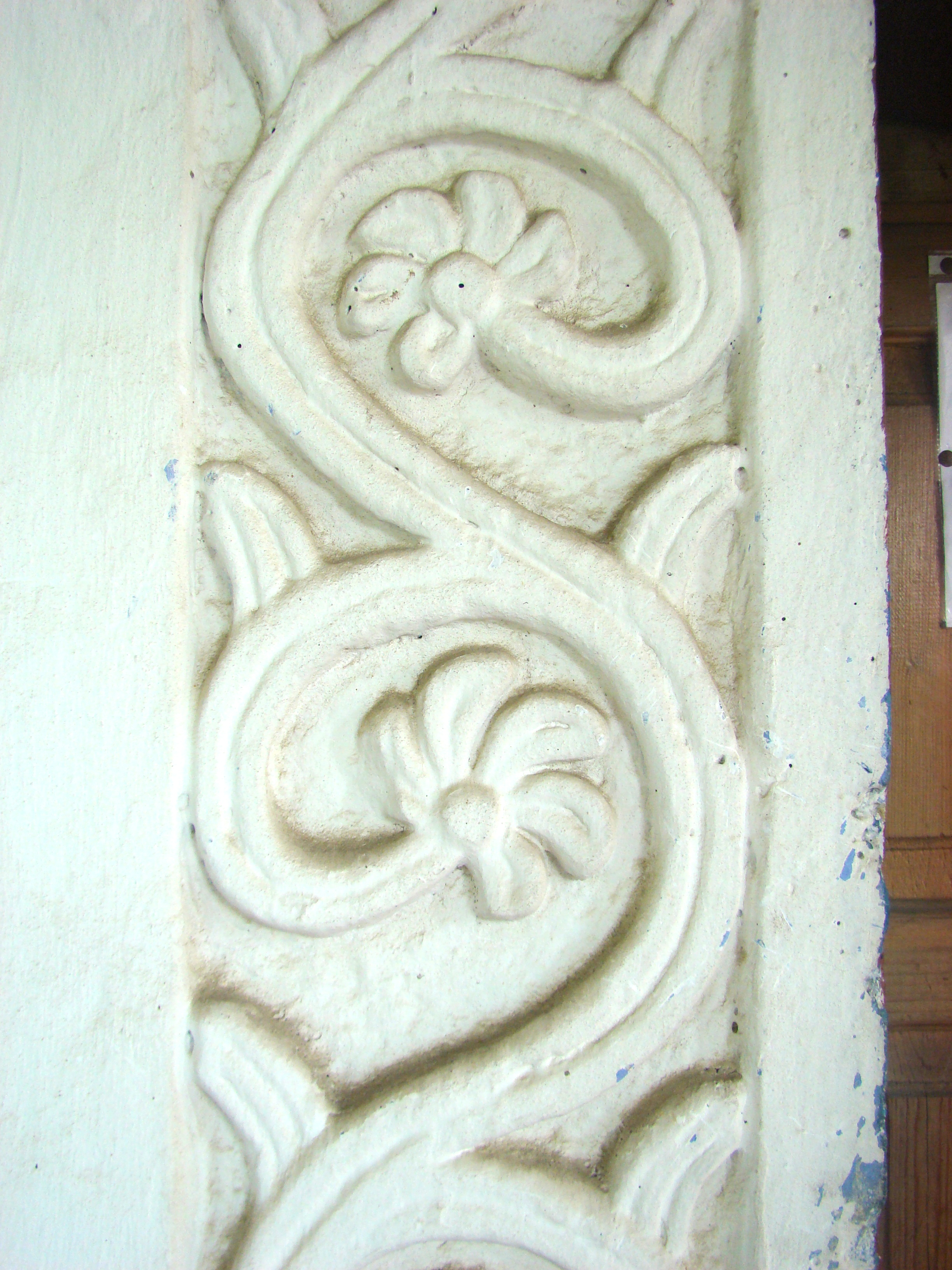
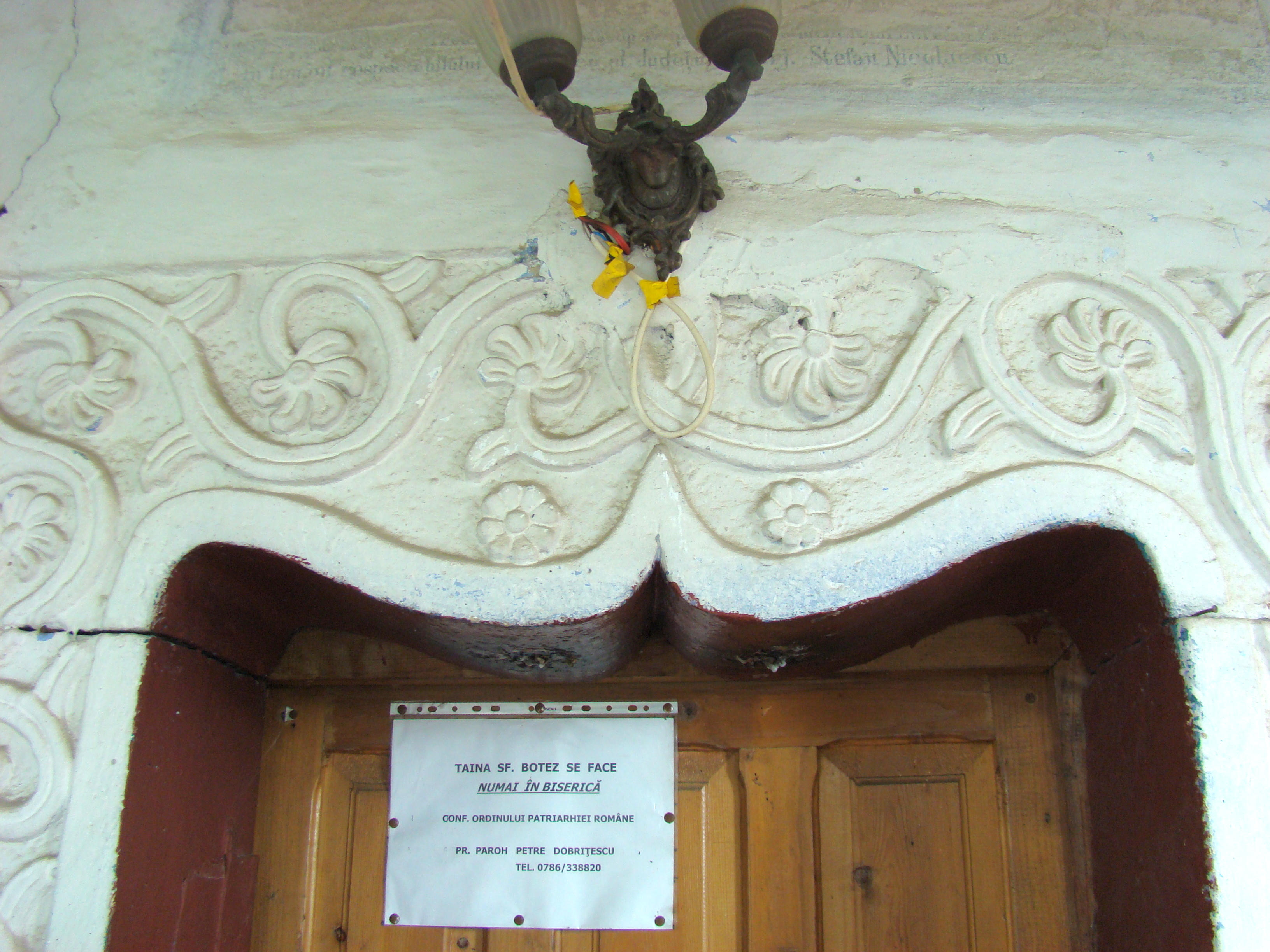
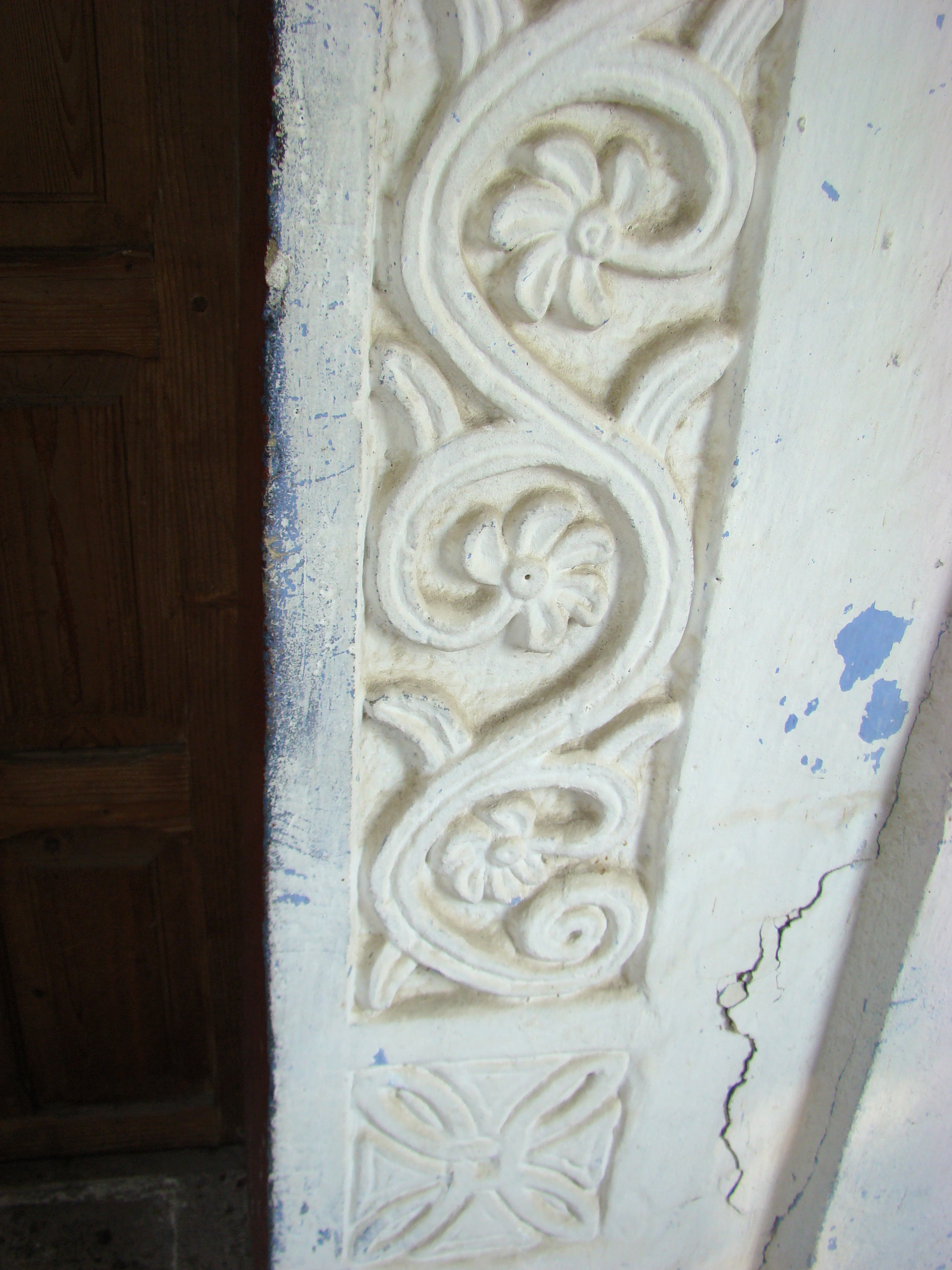
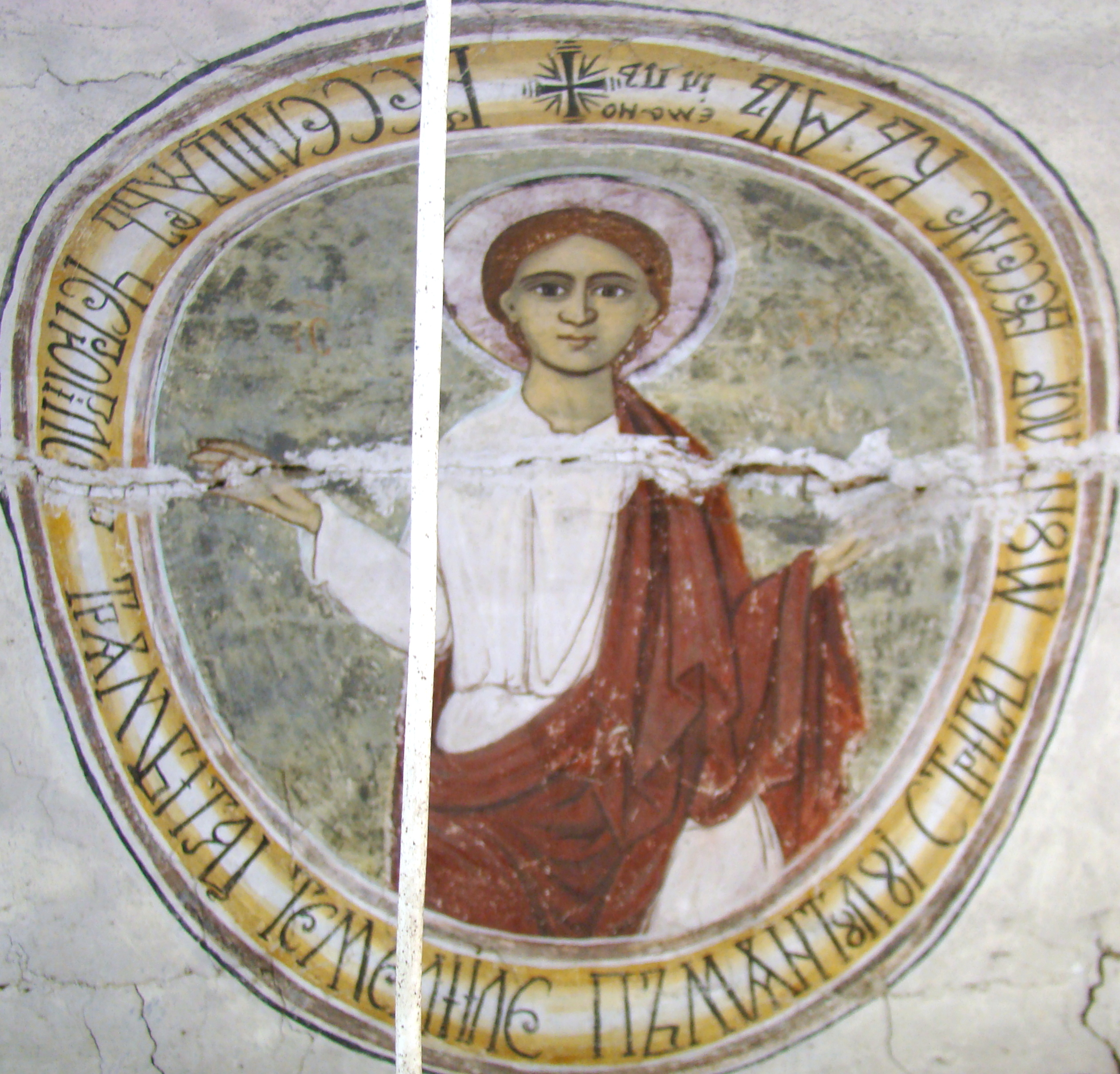
Pictura exterioară
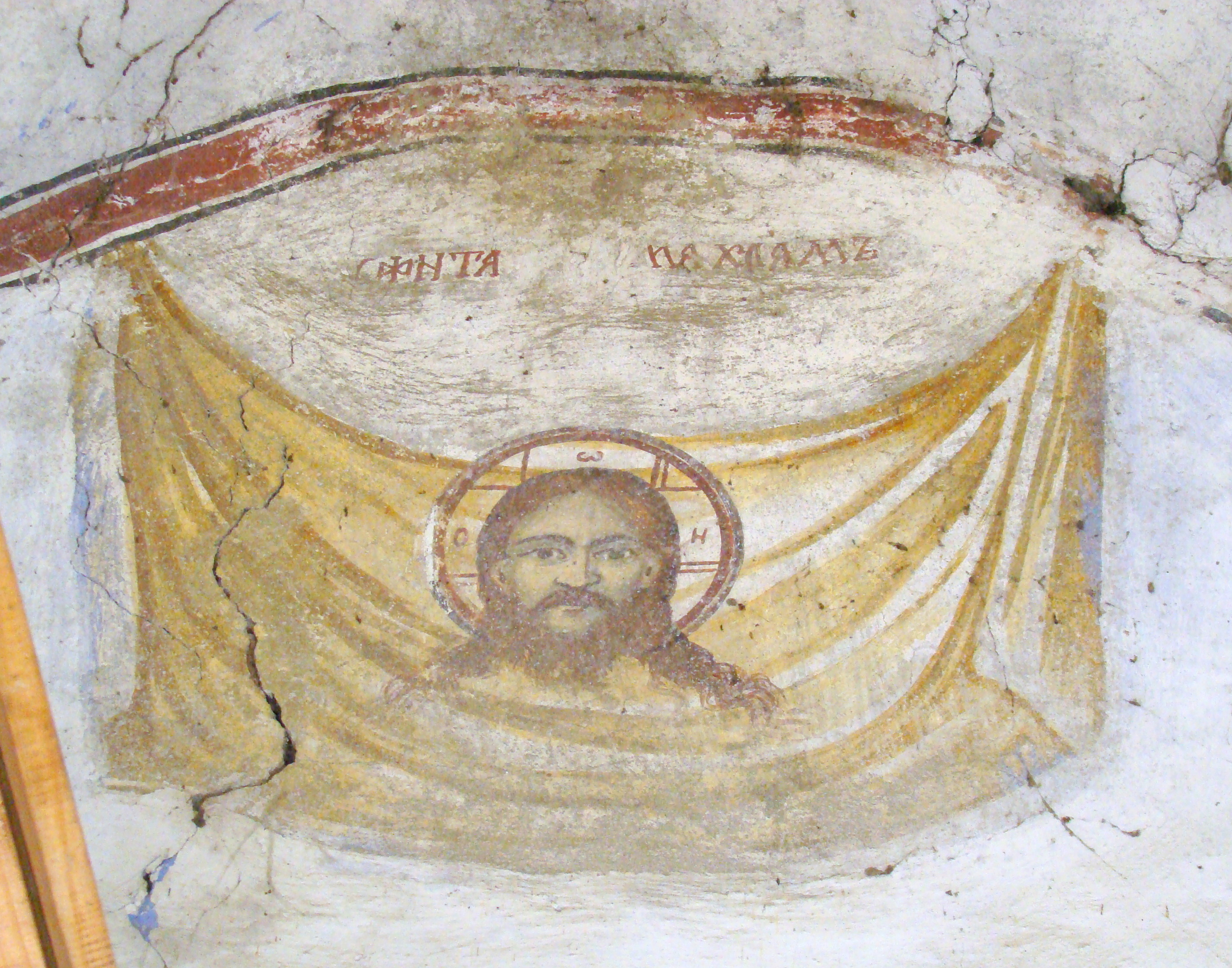
Sfânta maramă
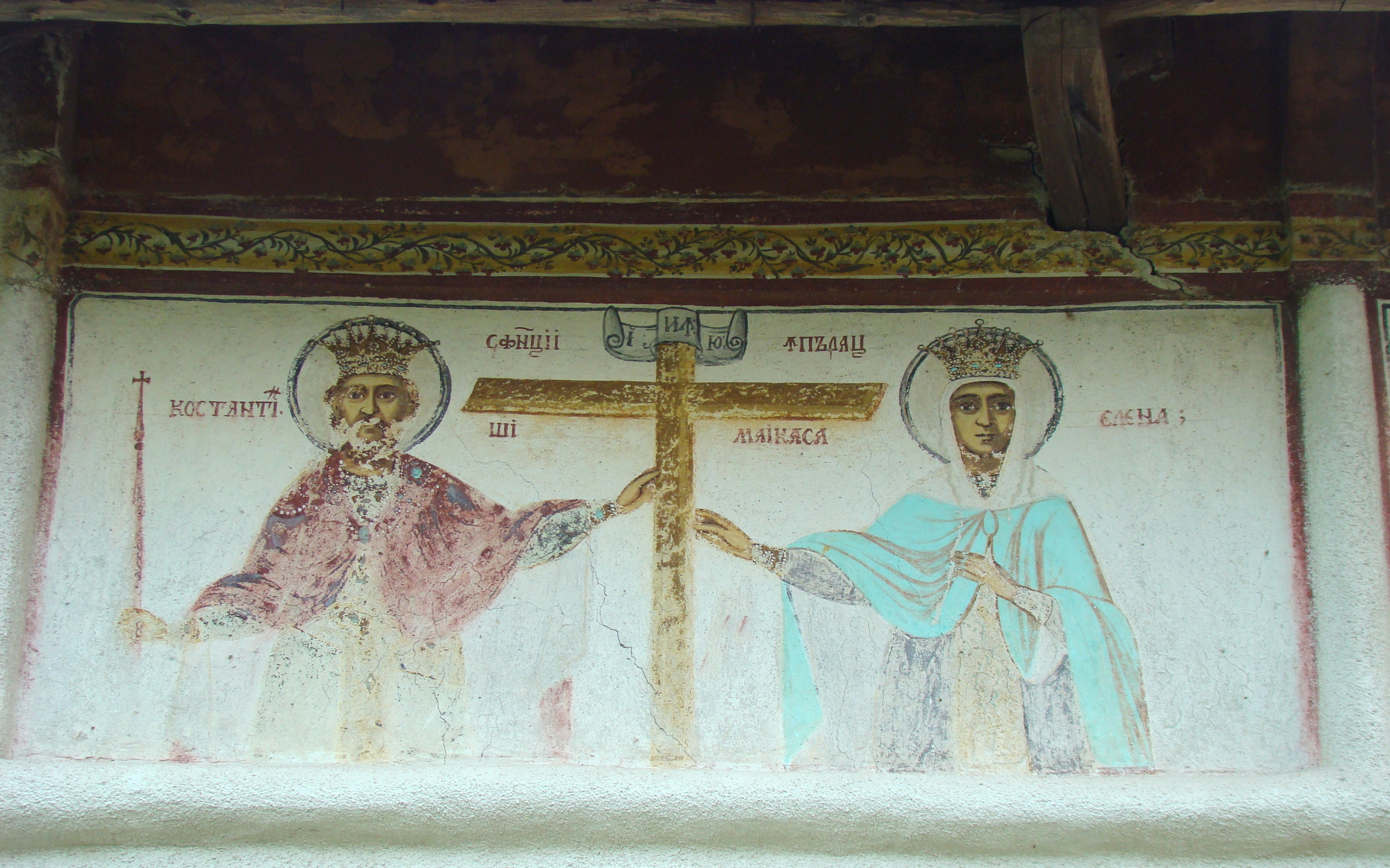
Sfinţii împăraţi Constantin şi Elena
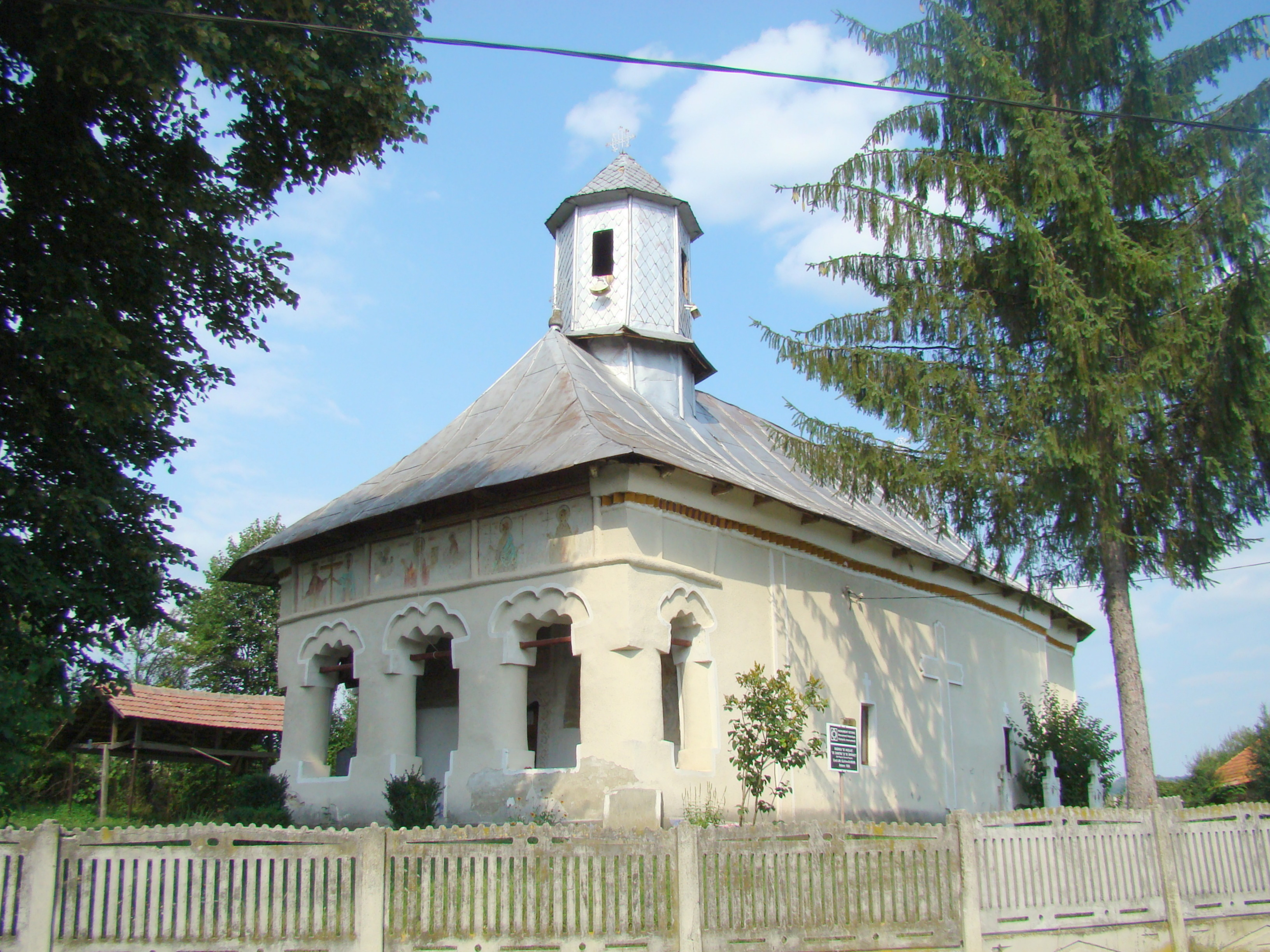
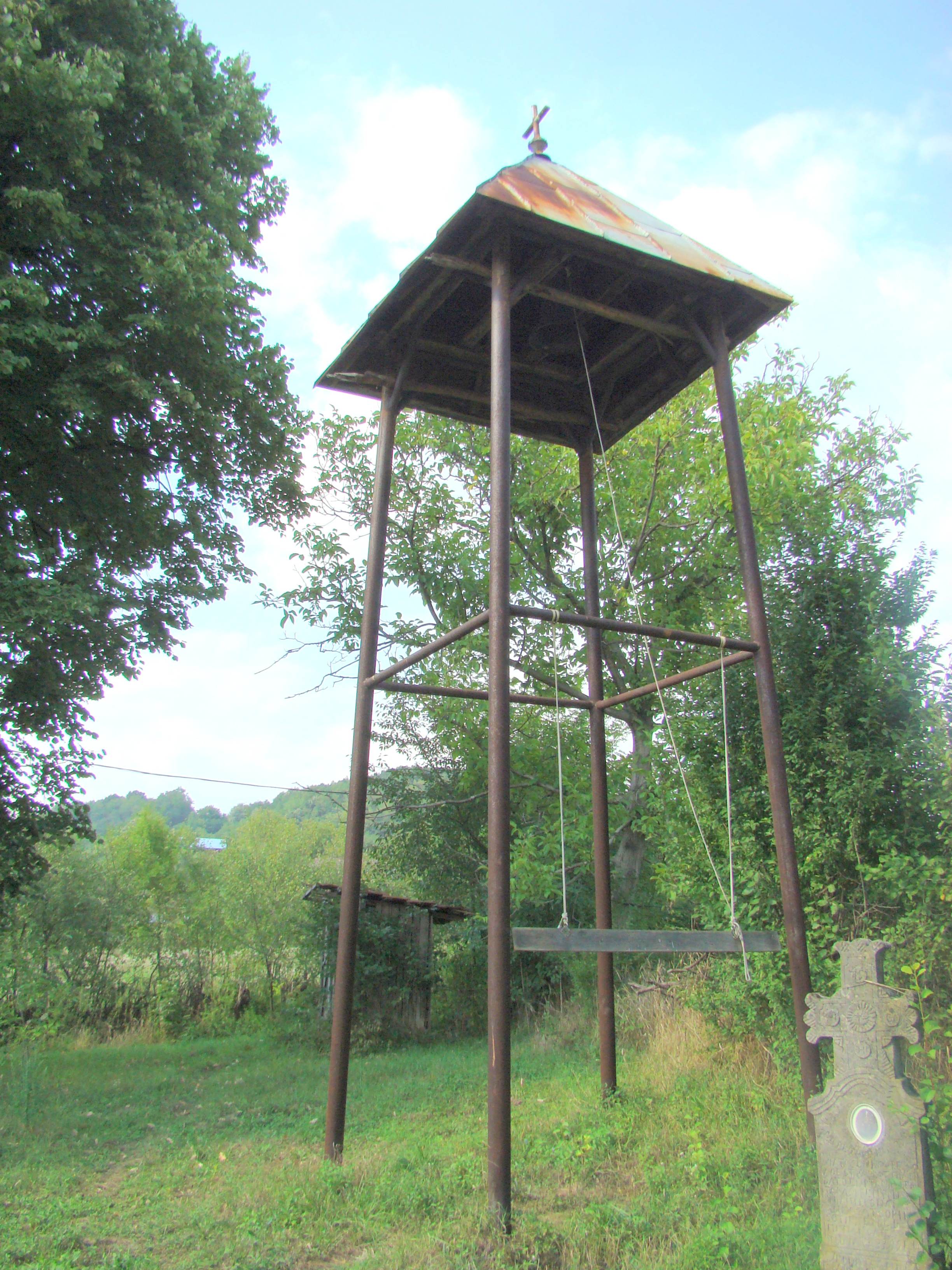
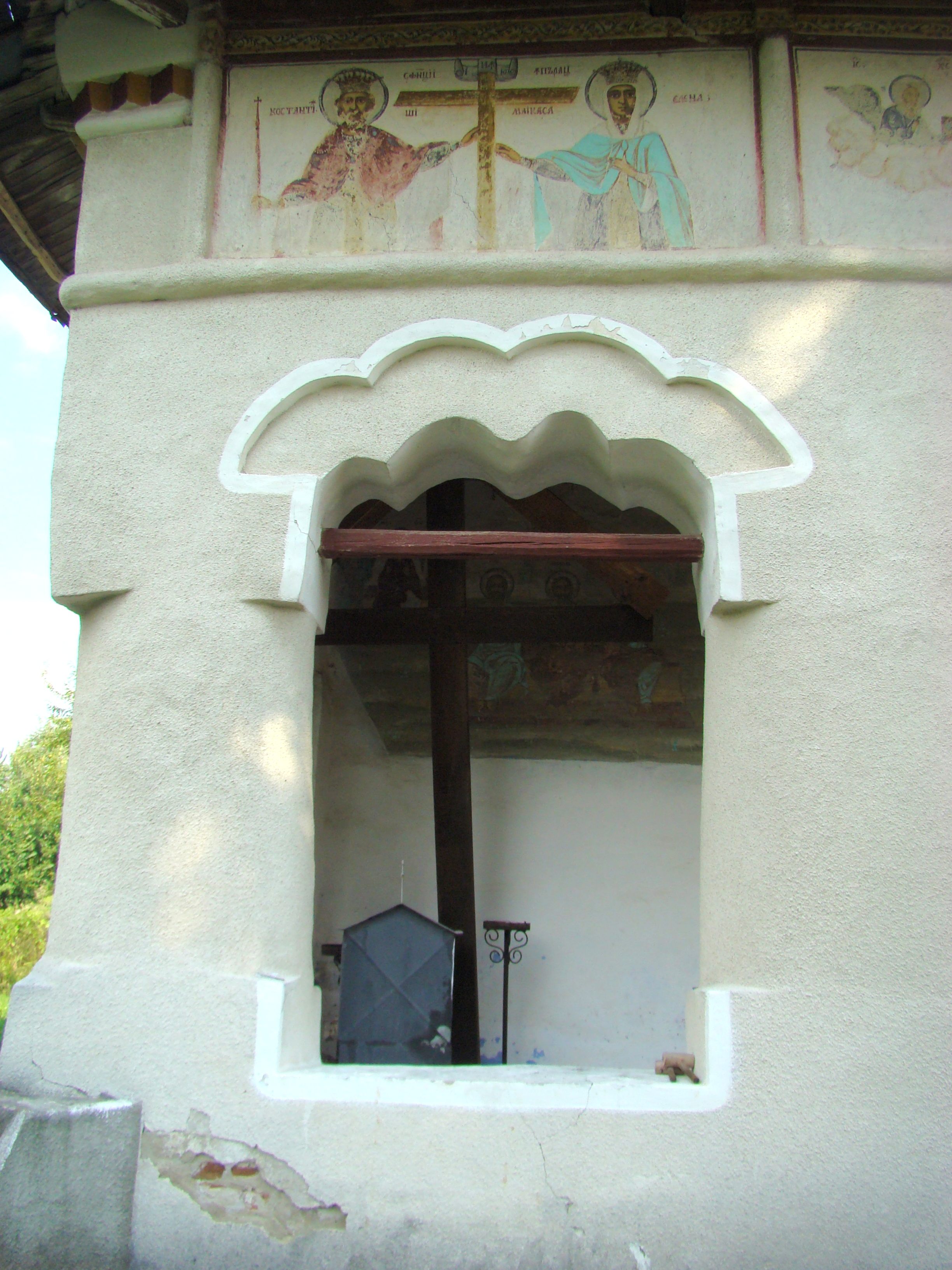
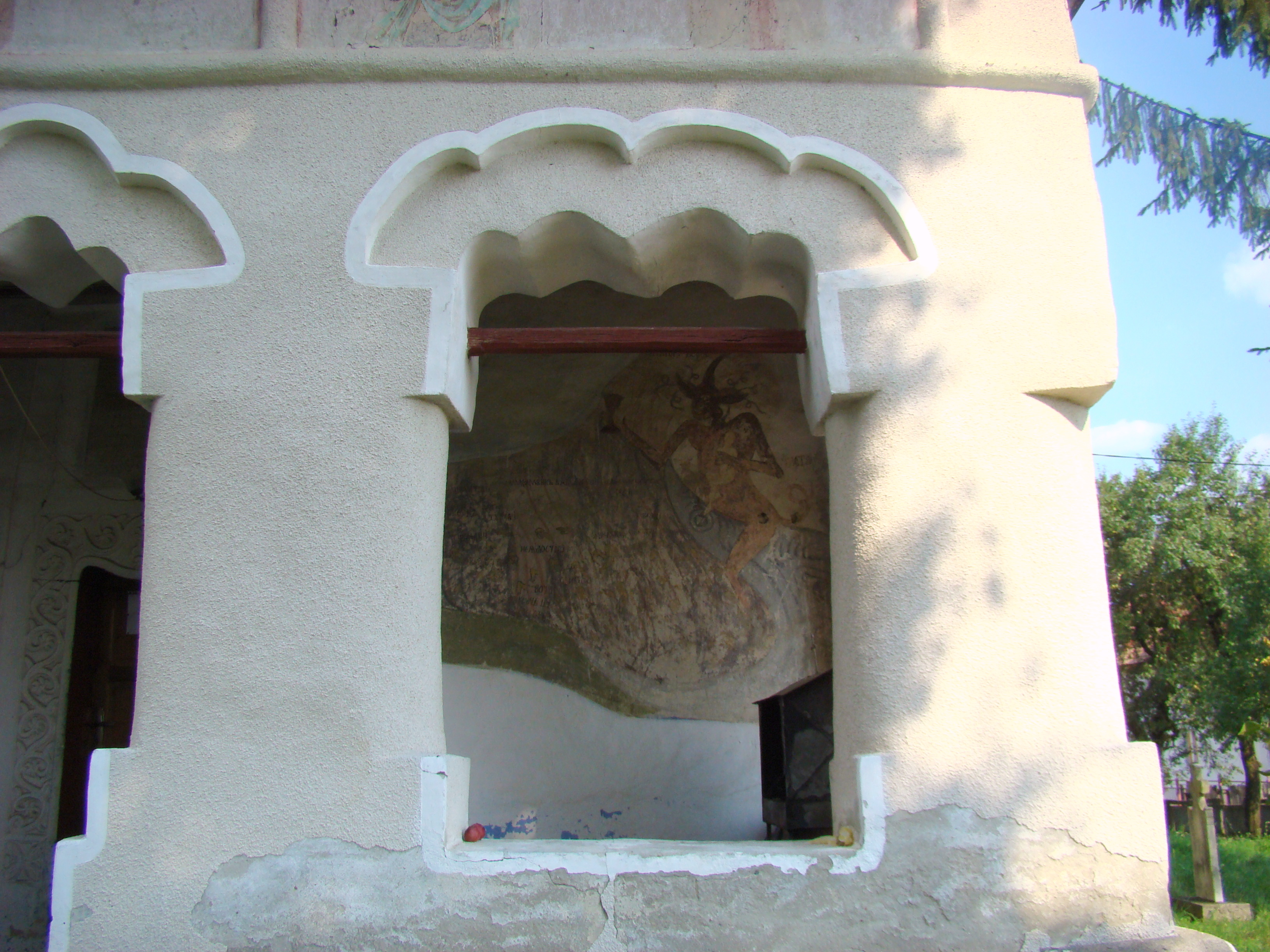
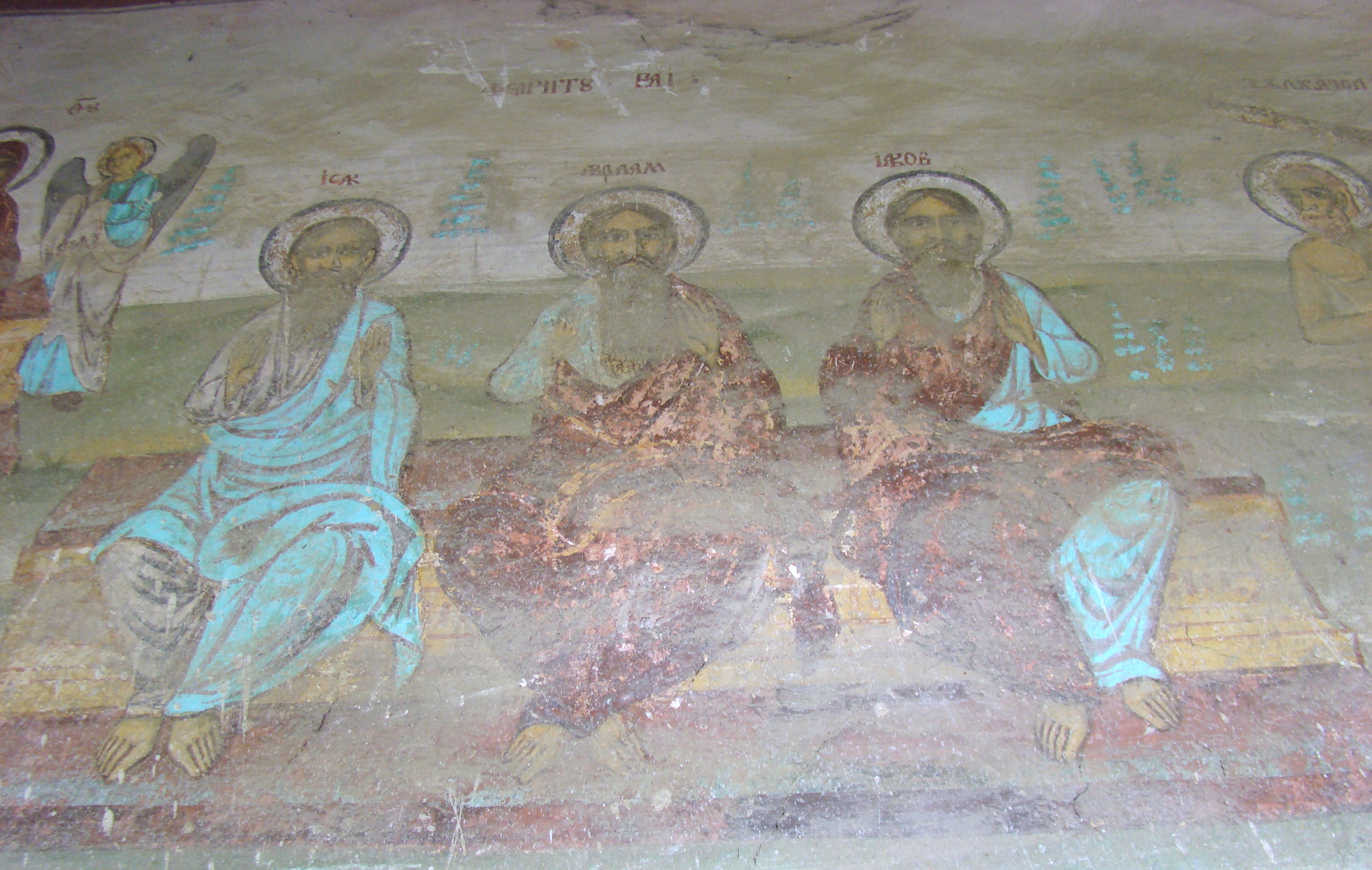
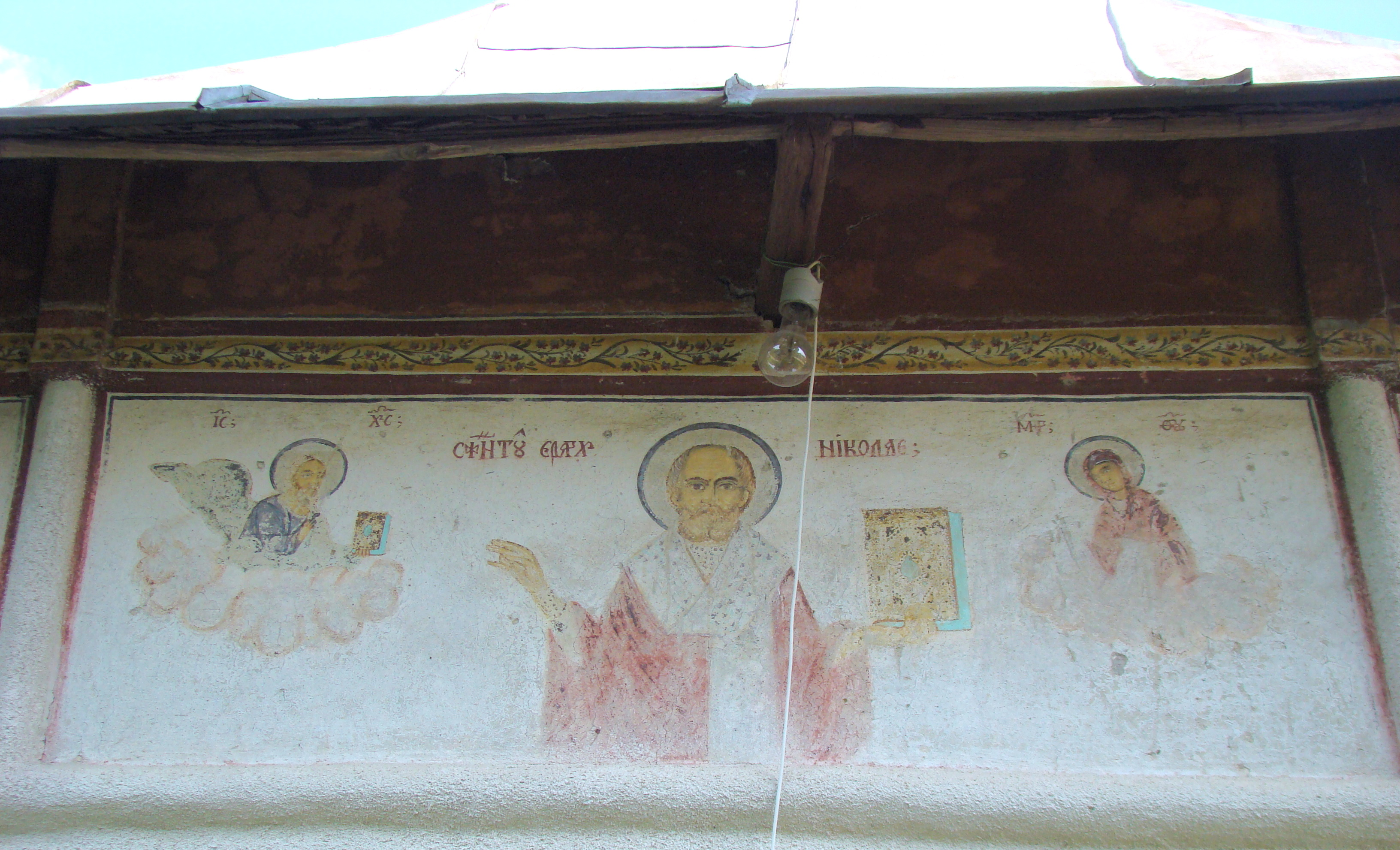
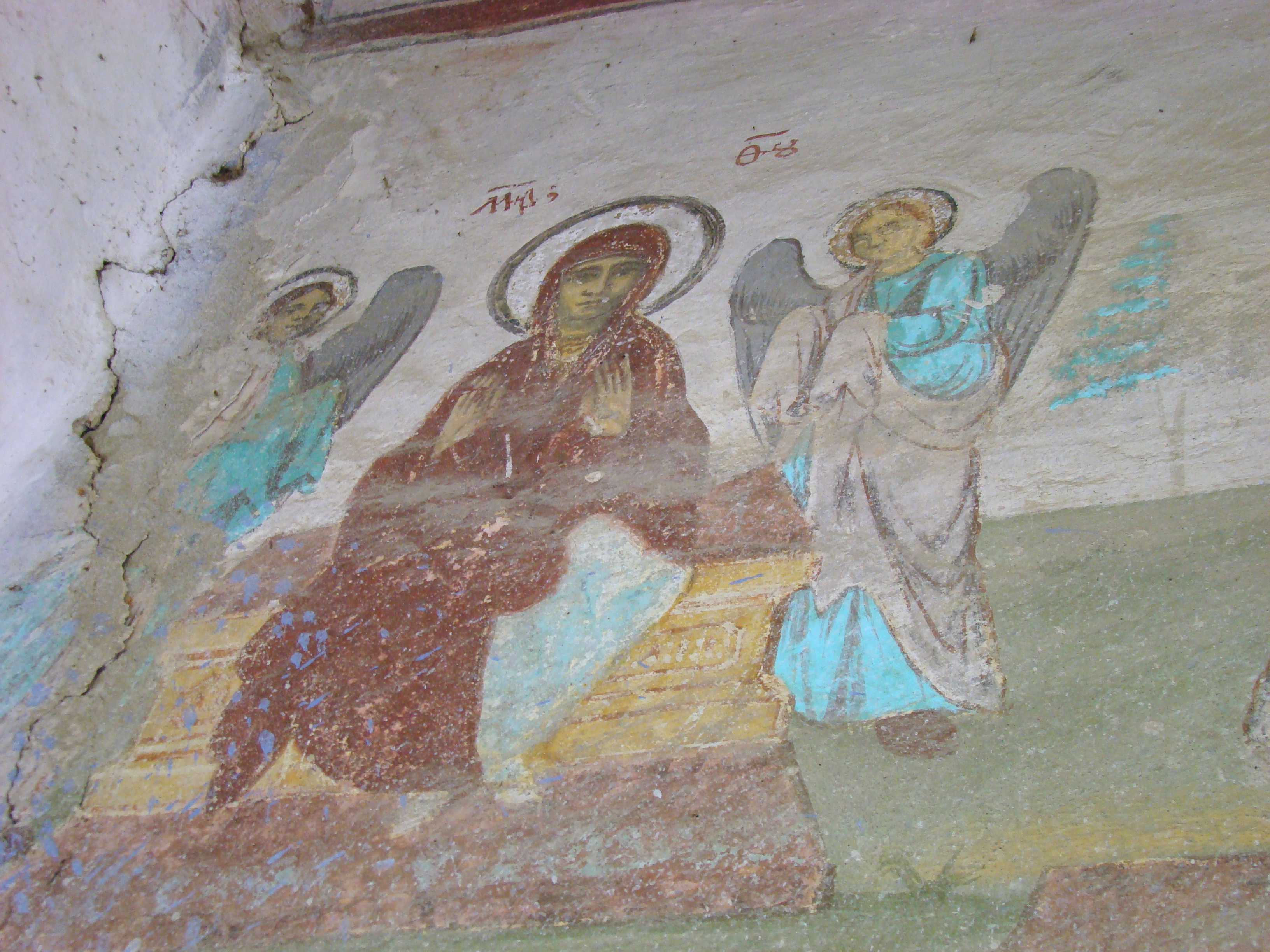
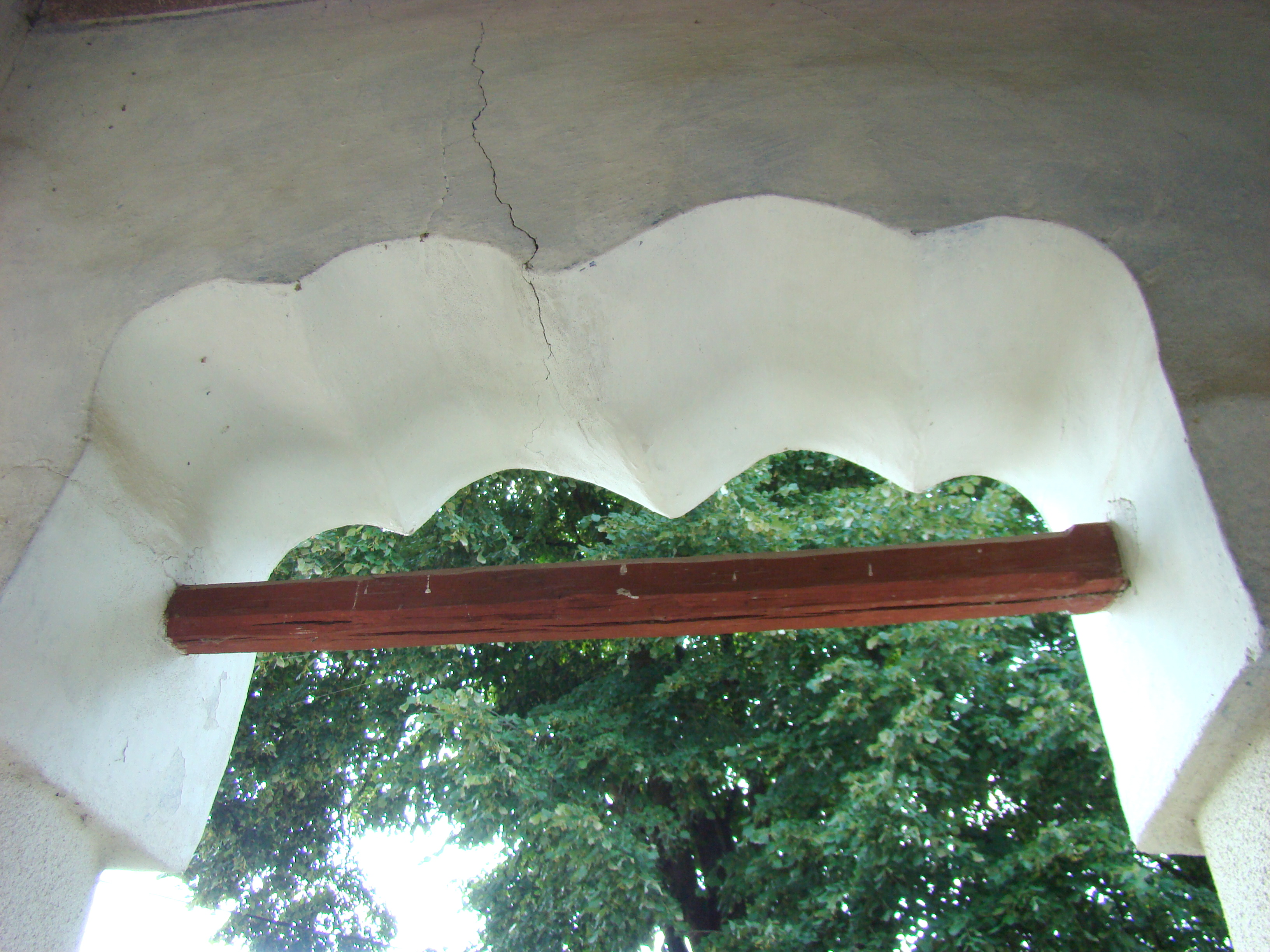
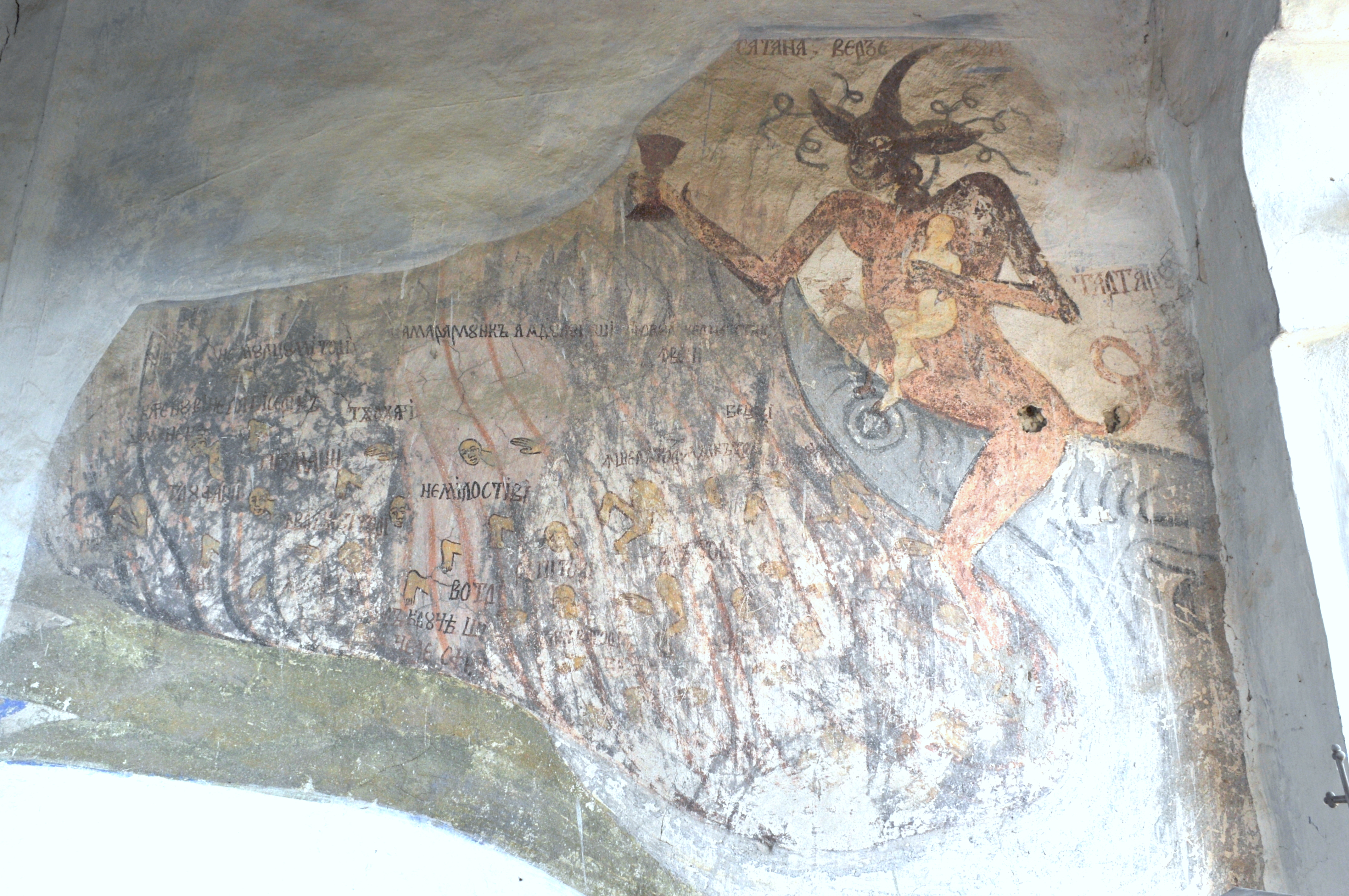
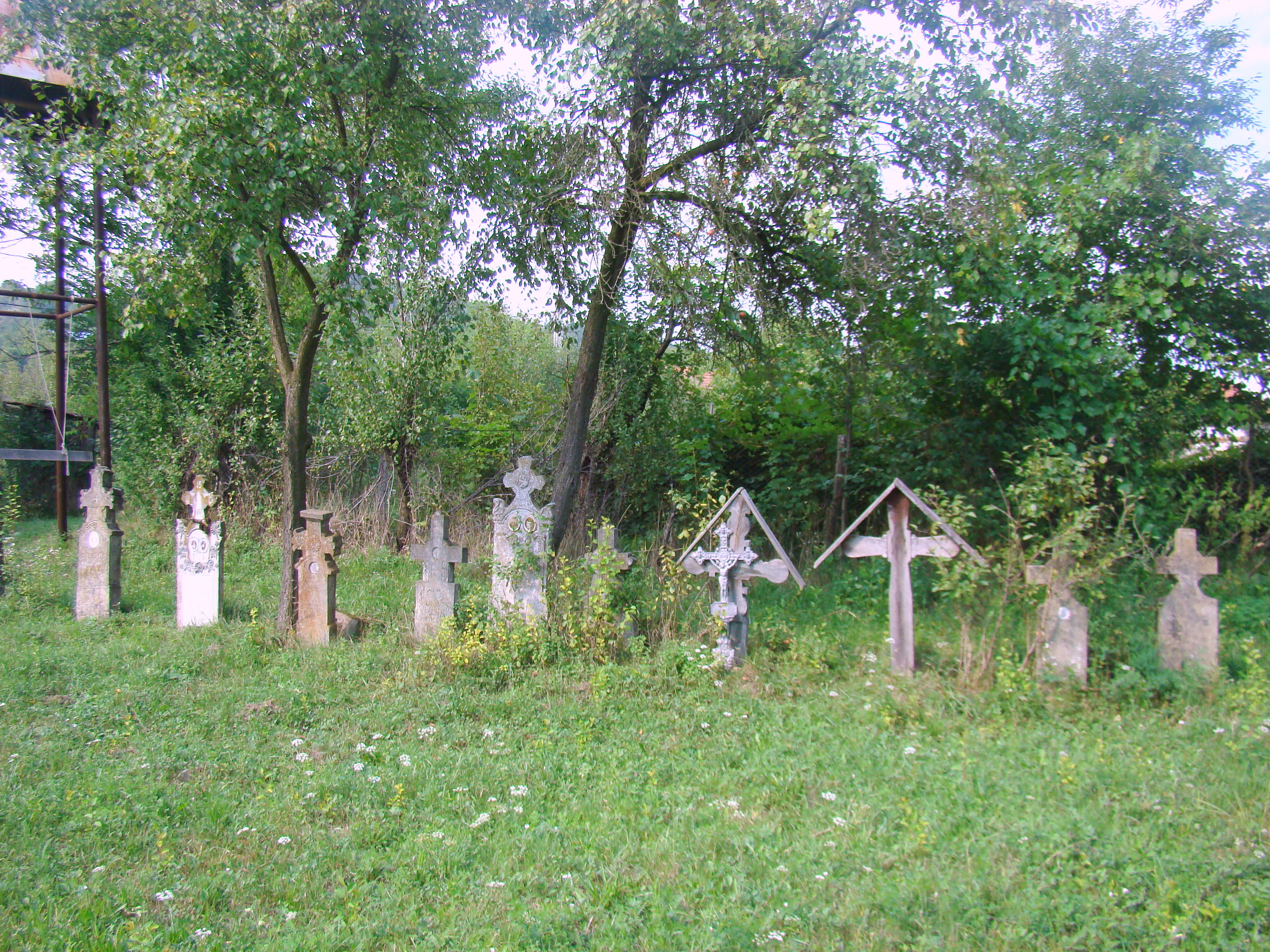

## Imagini din interior

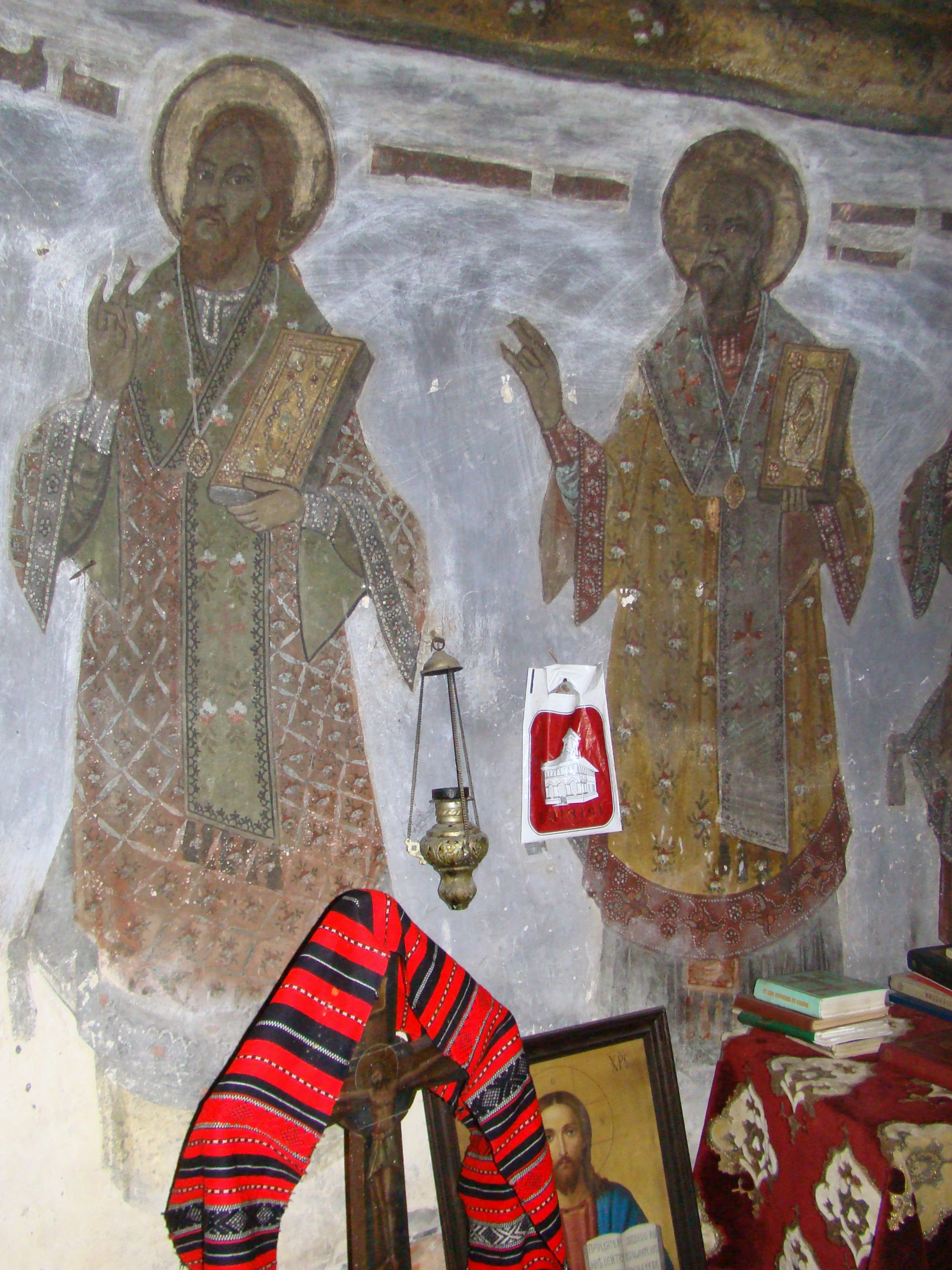
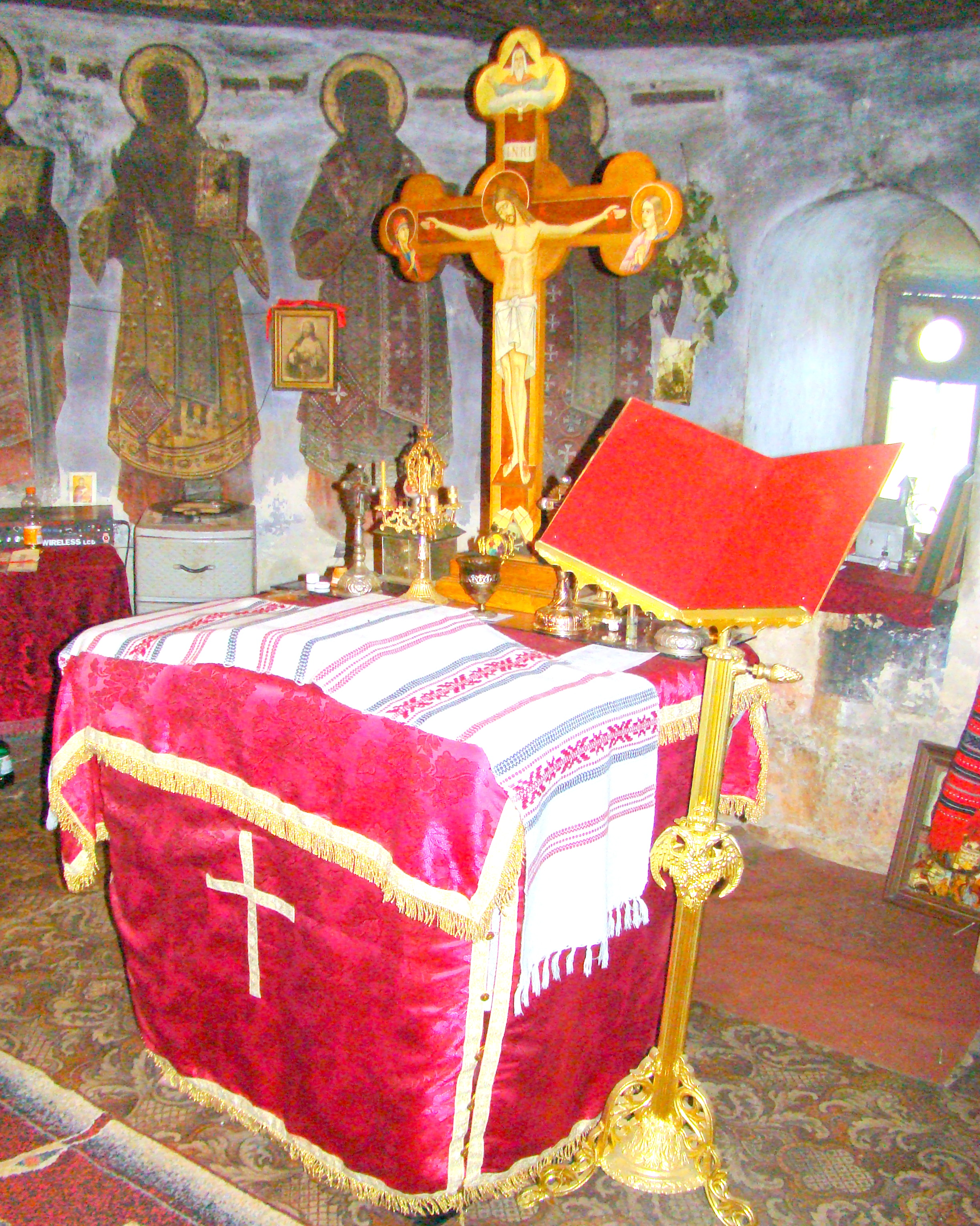
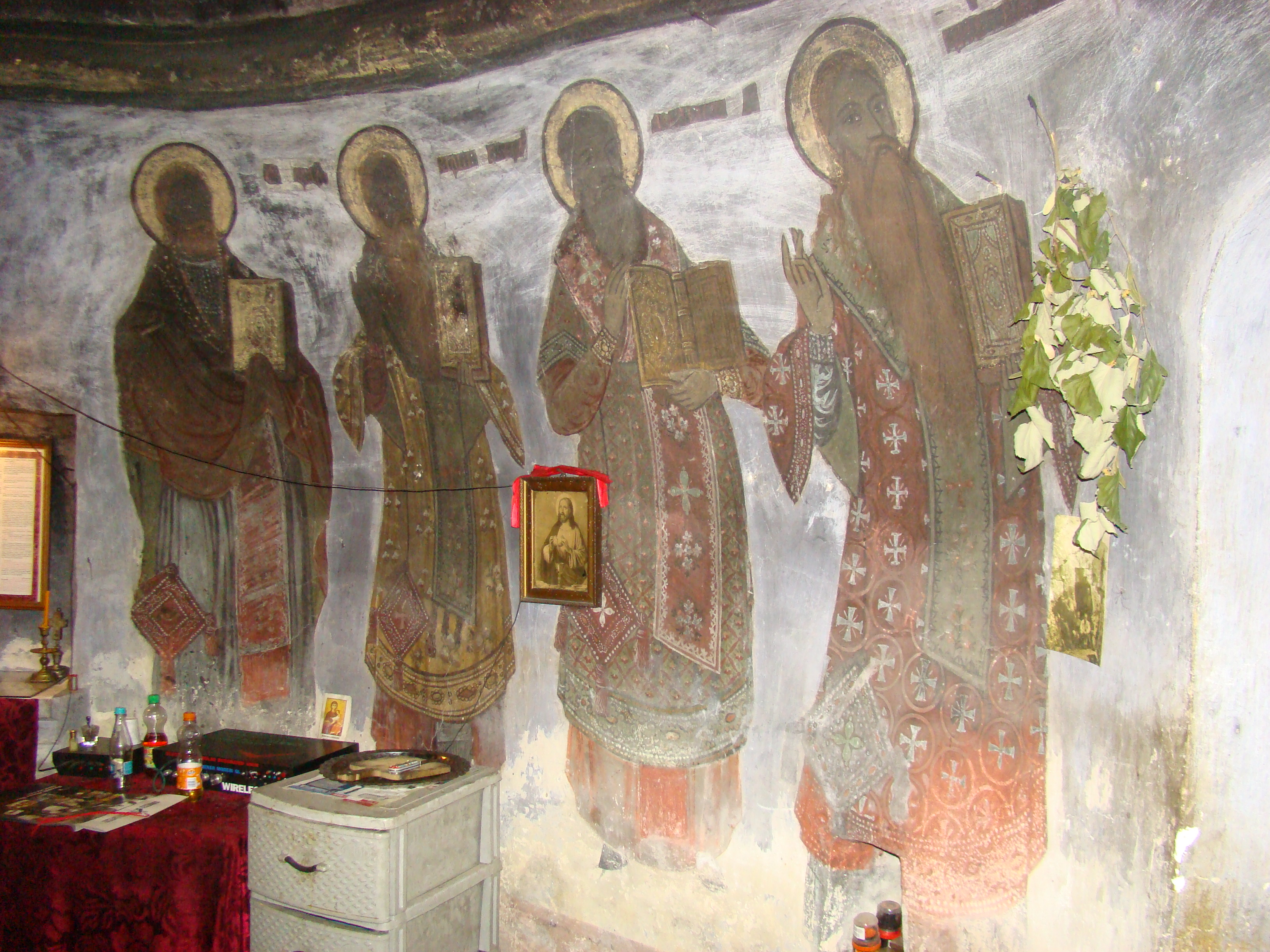
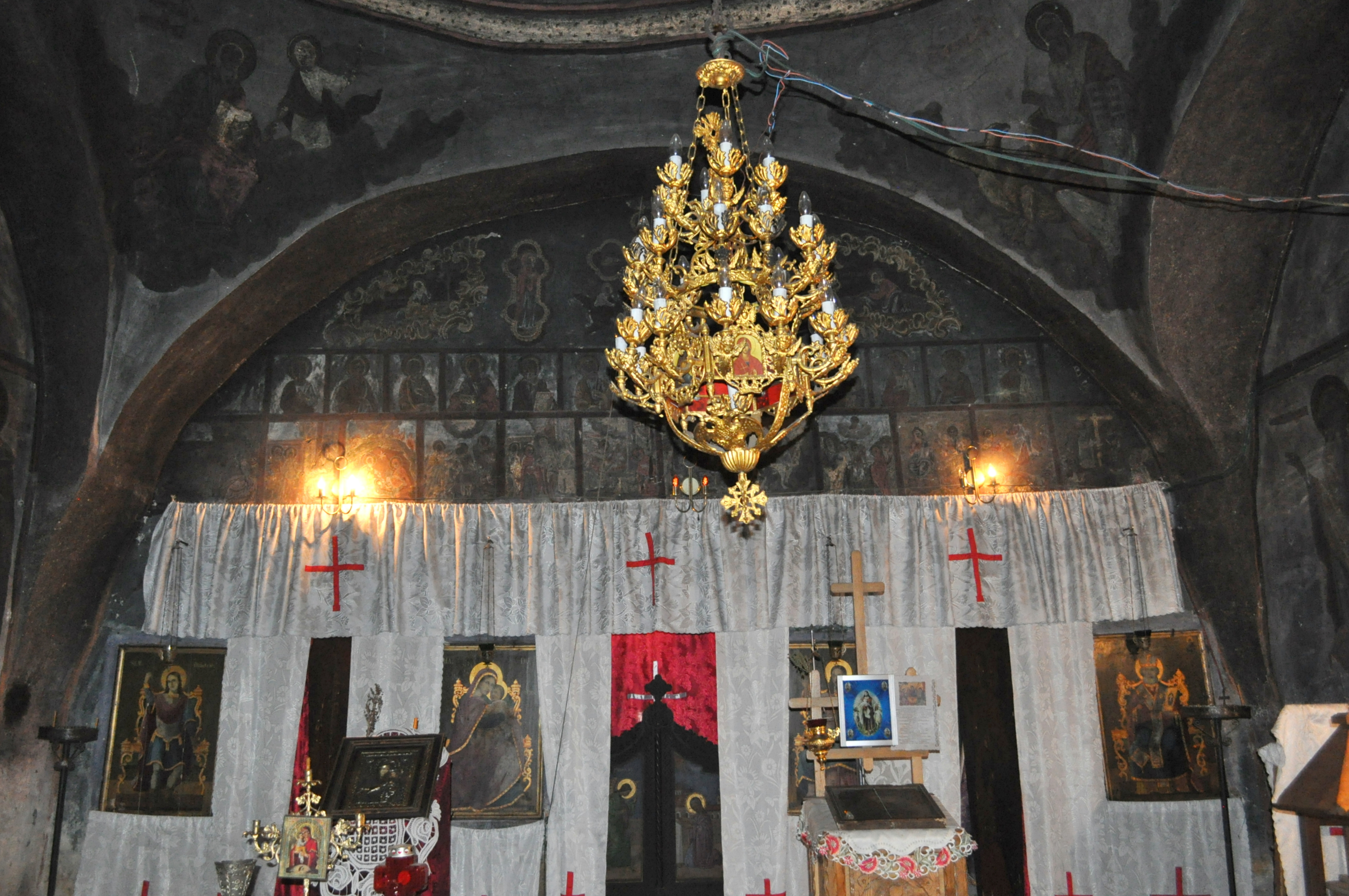
Nava spre iconostas
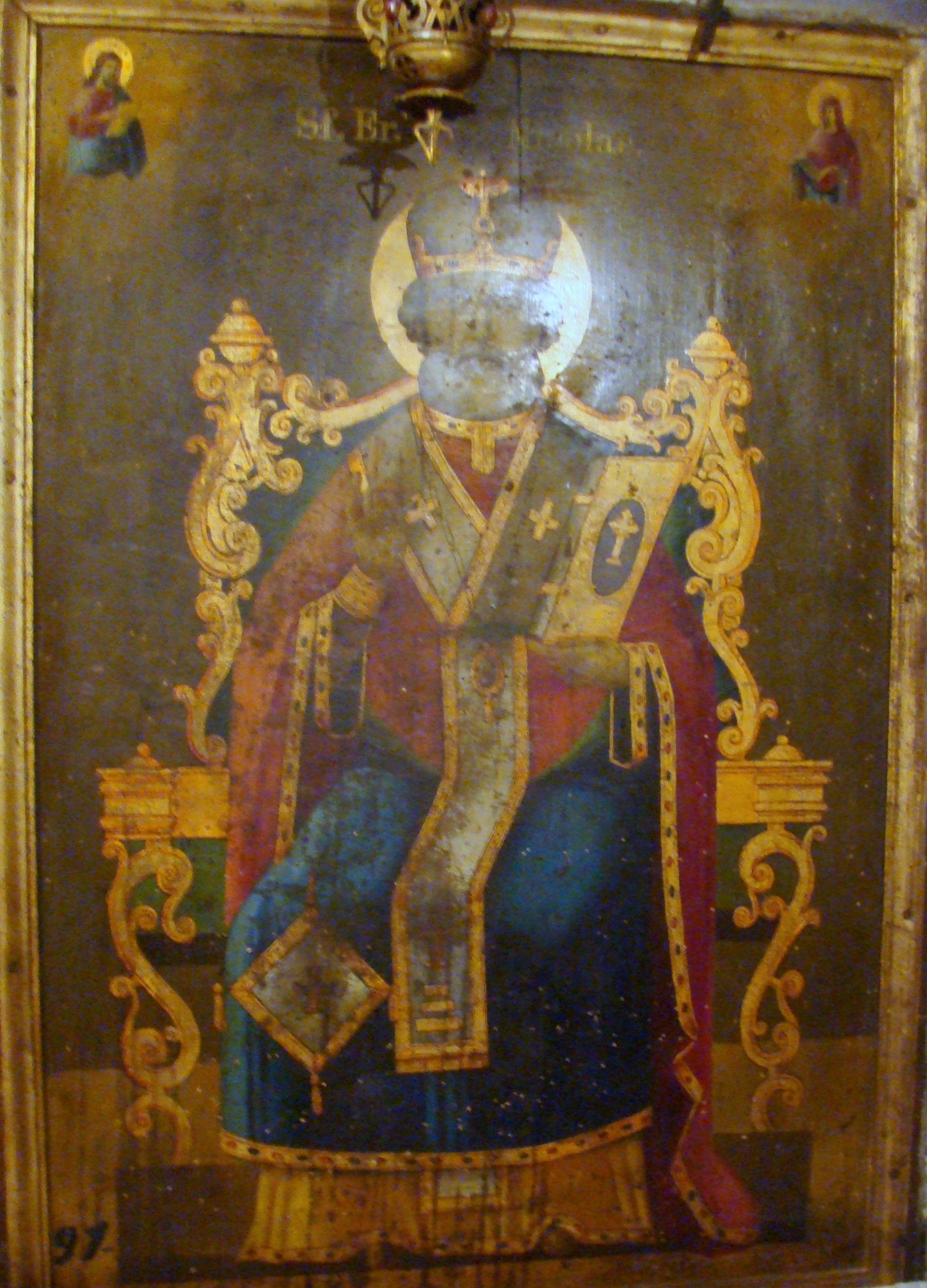
Sfântul Ierarh Nicolae
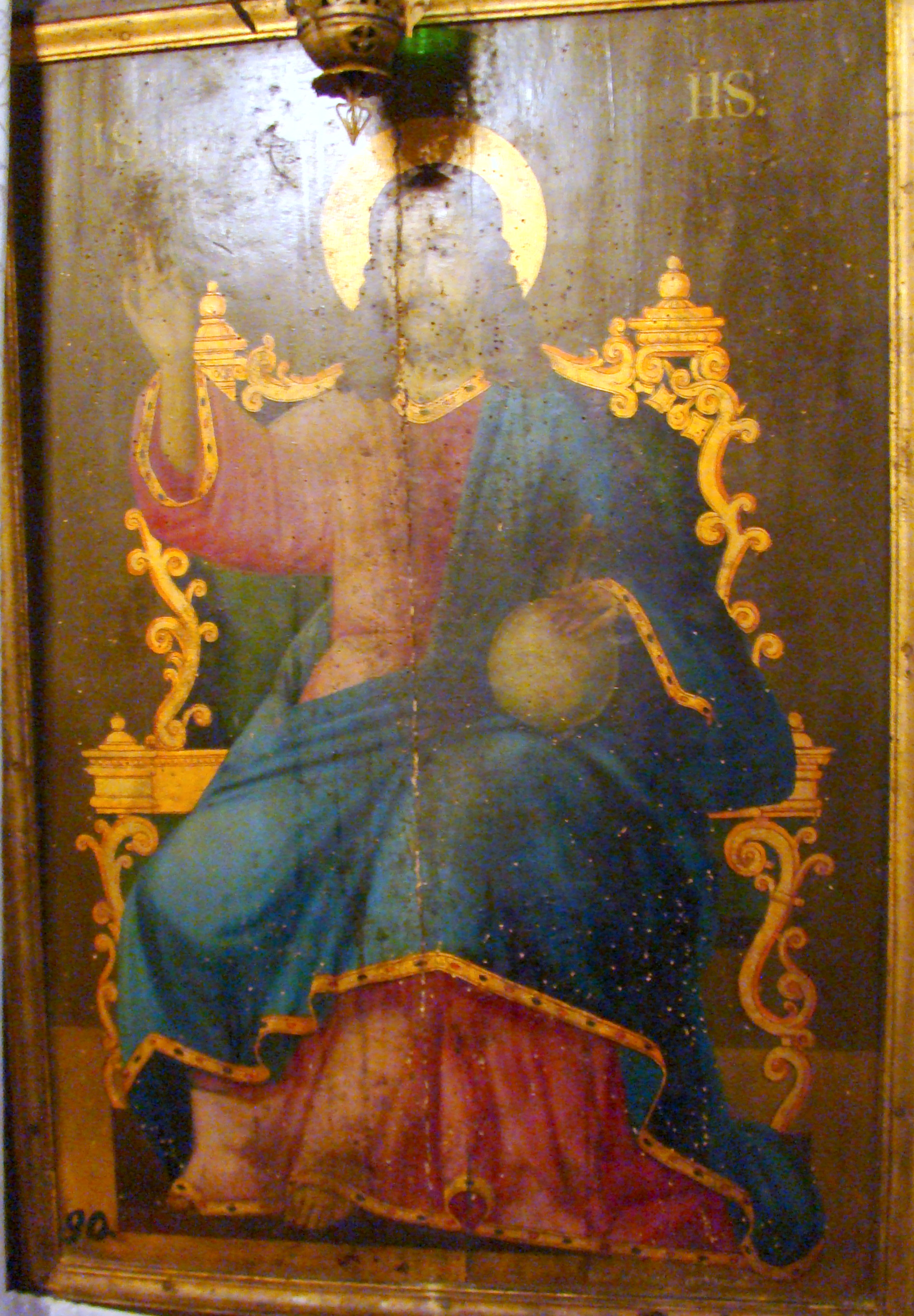
Deisis
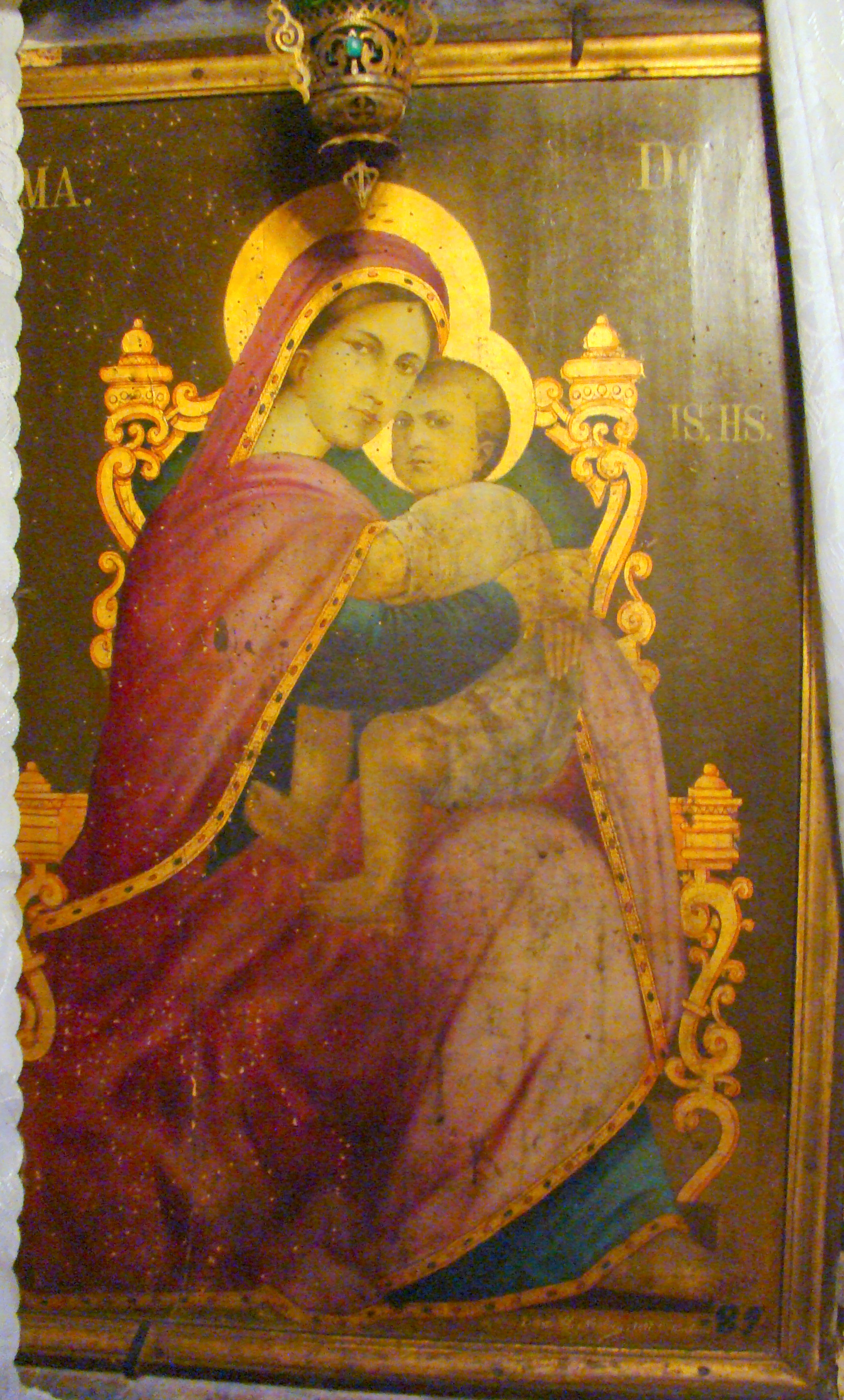
Maica Domnului cu Pruncul
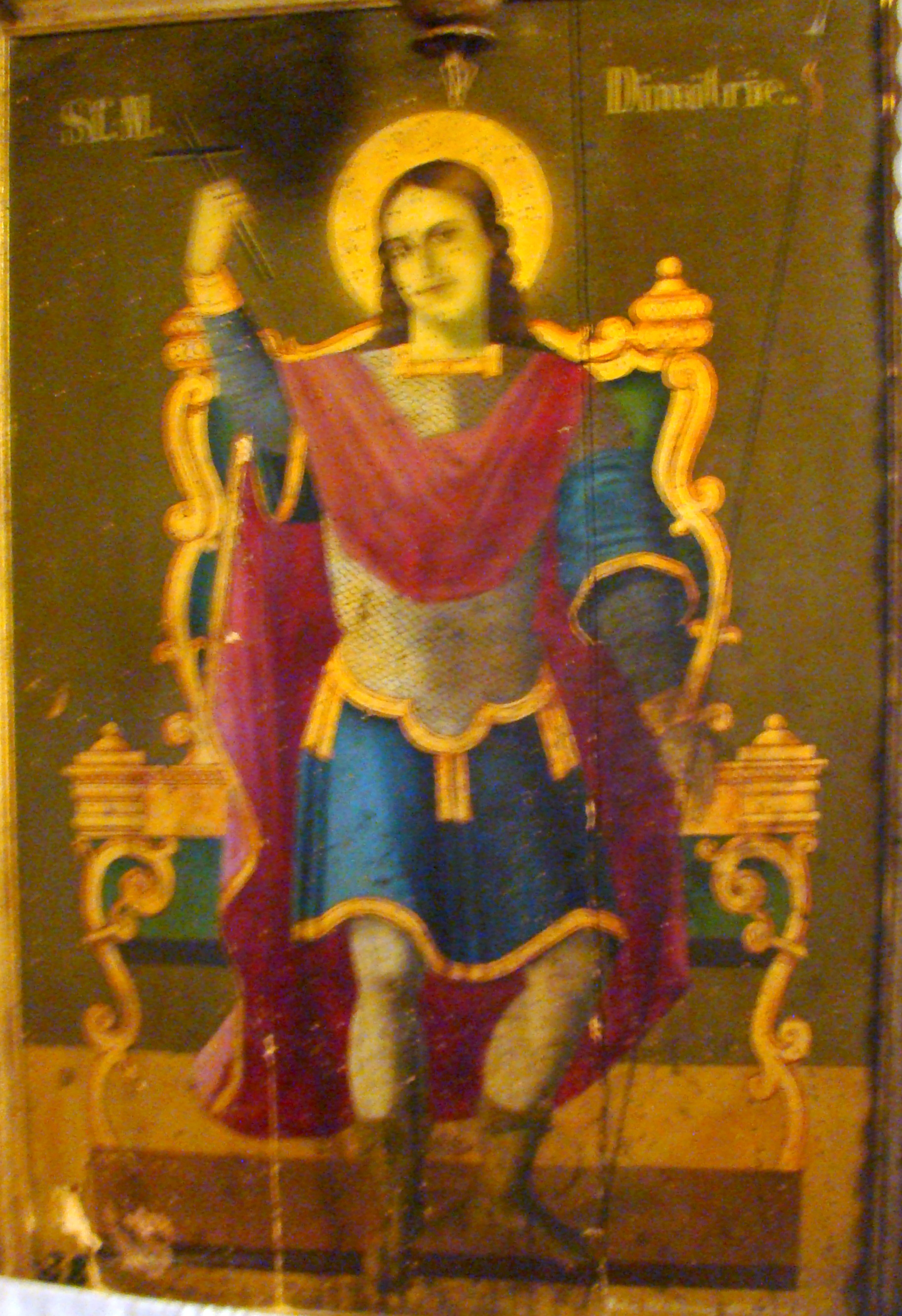
Sfântul Mare Mucenic Dimitrie
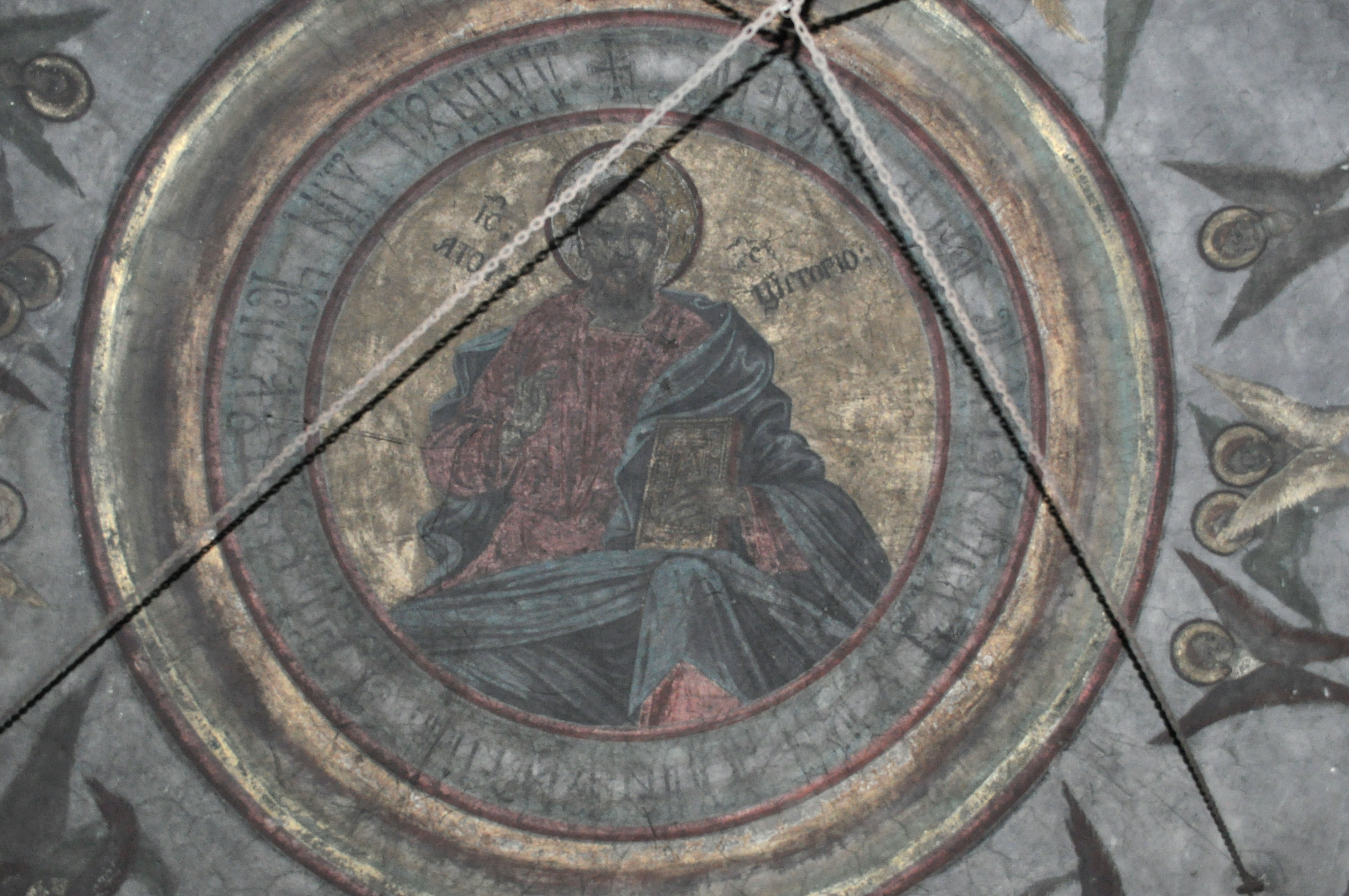
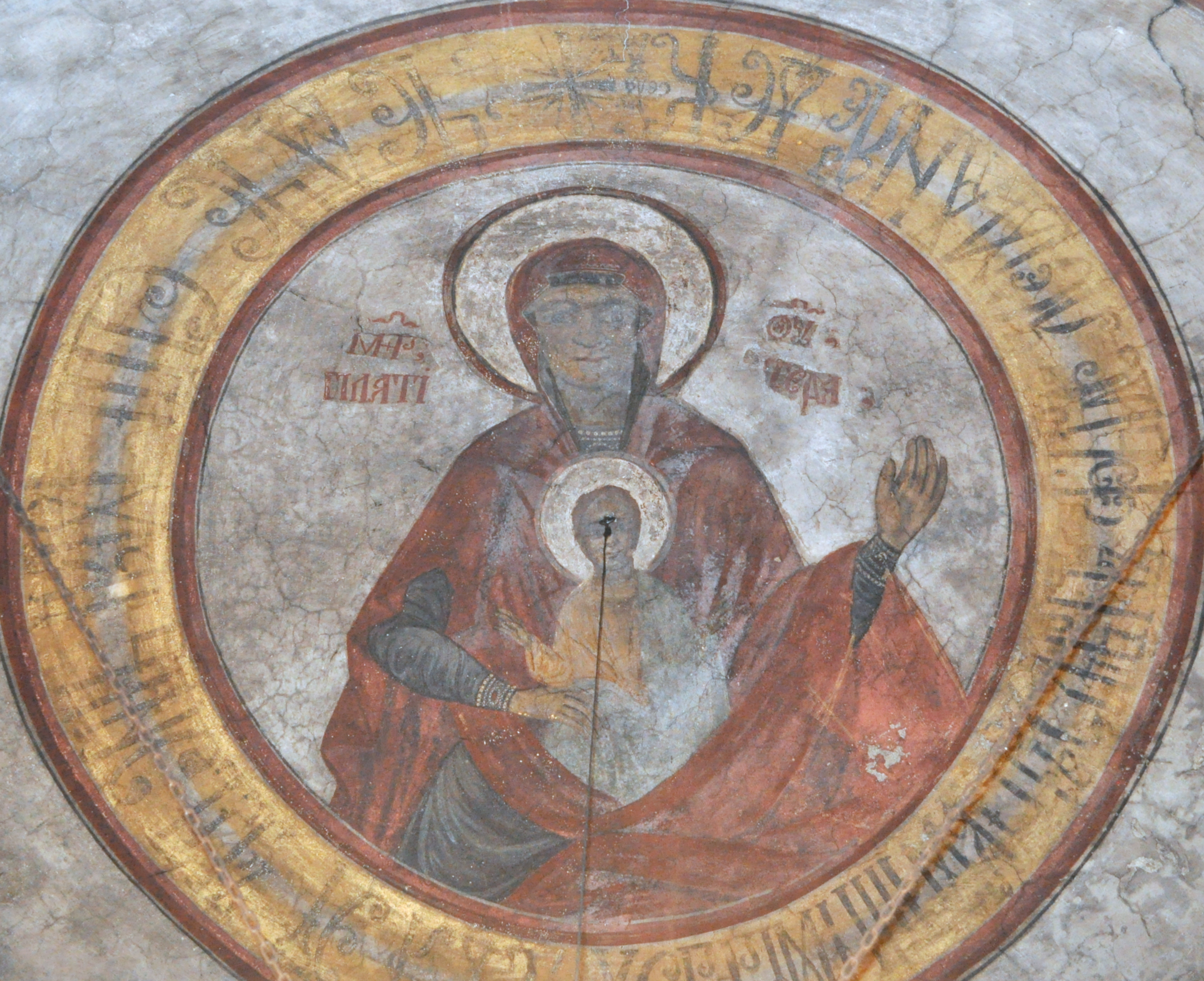
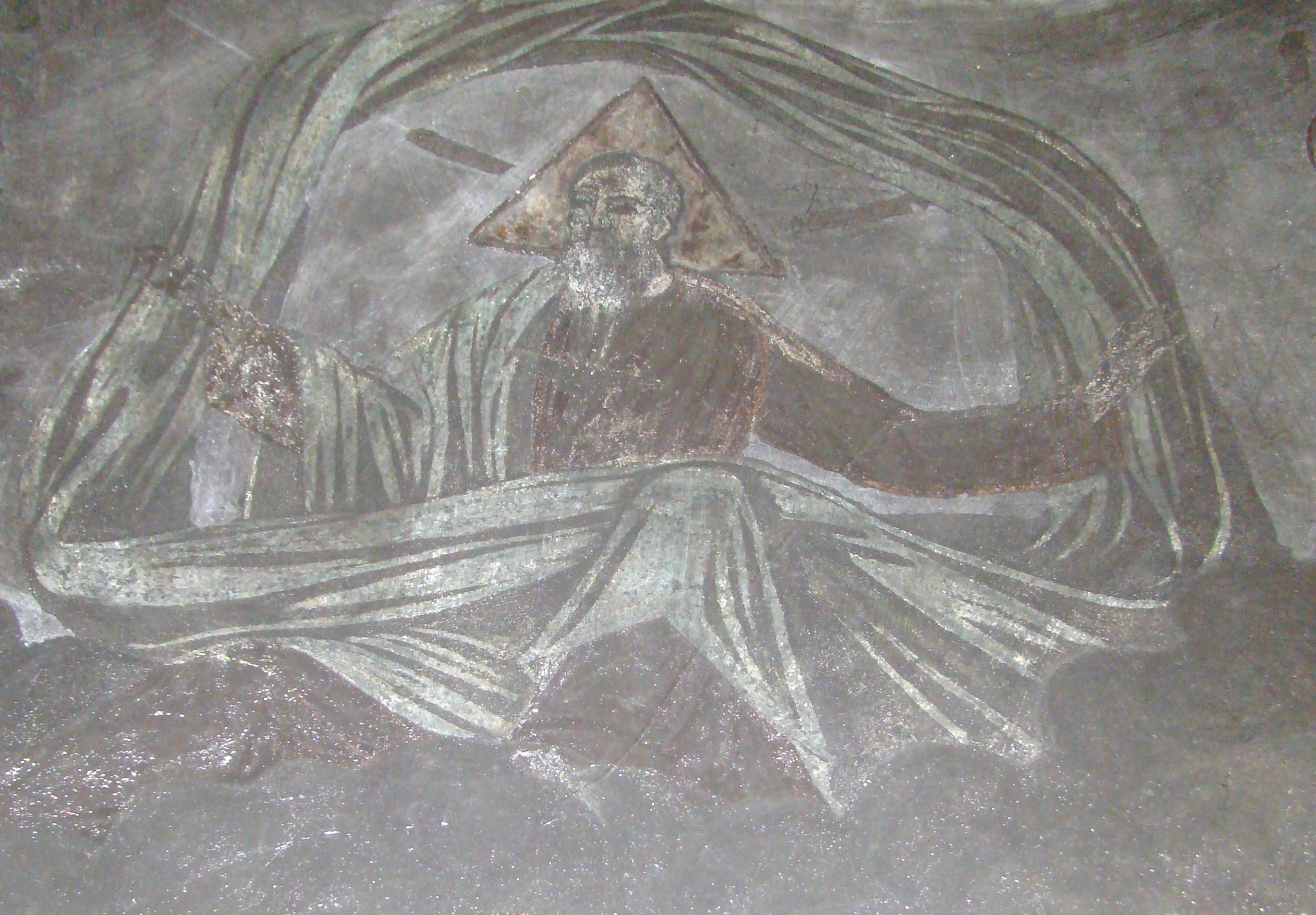
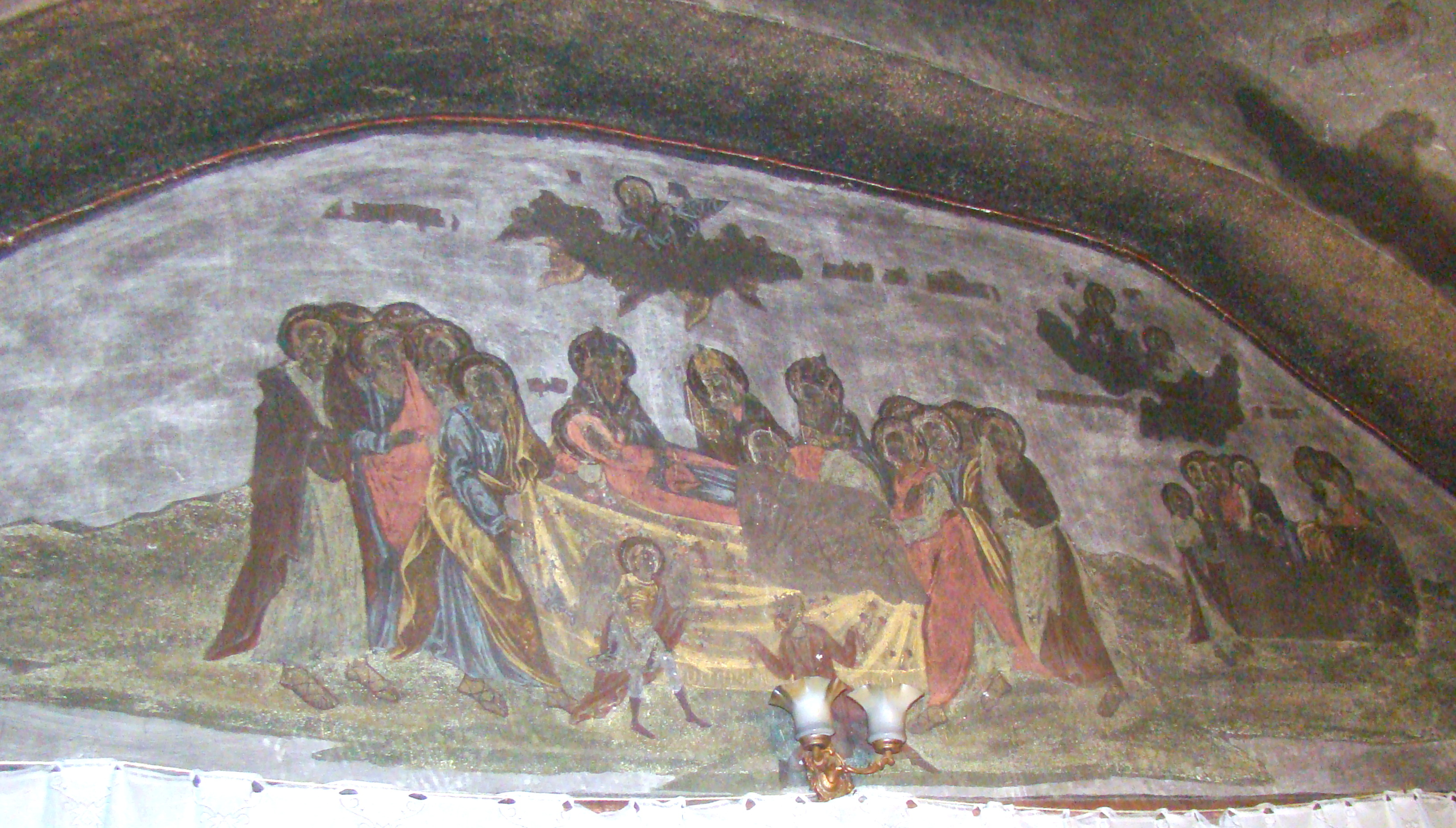
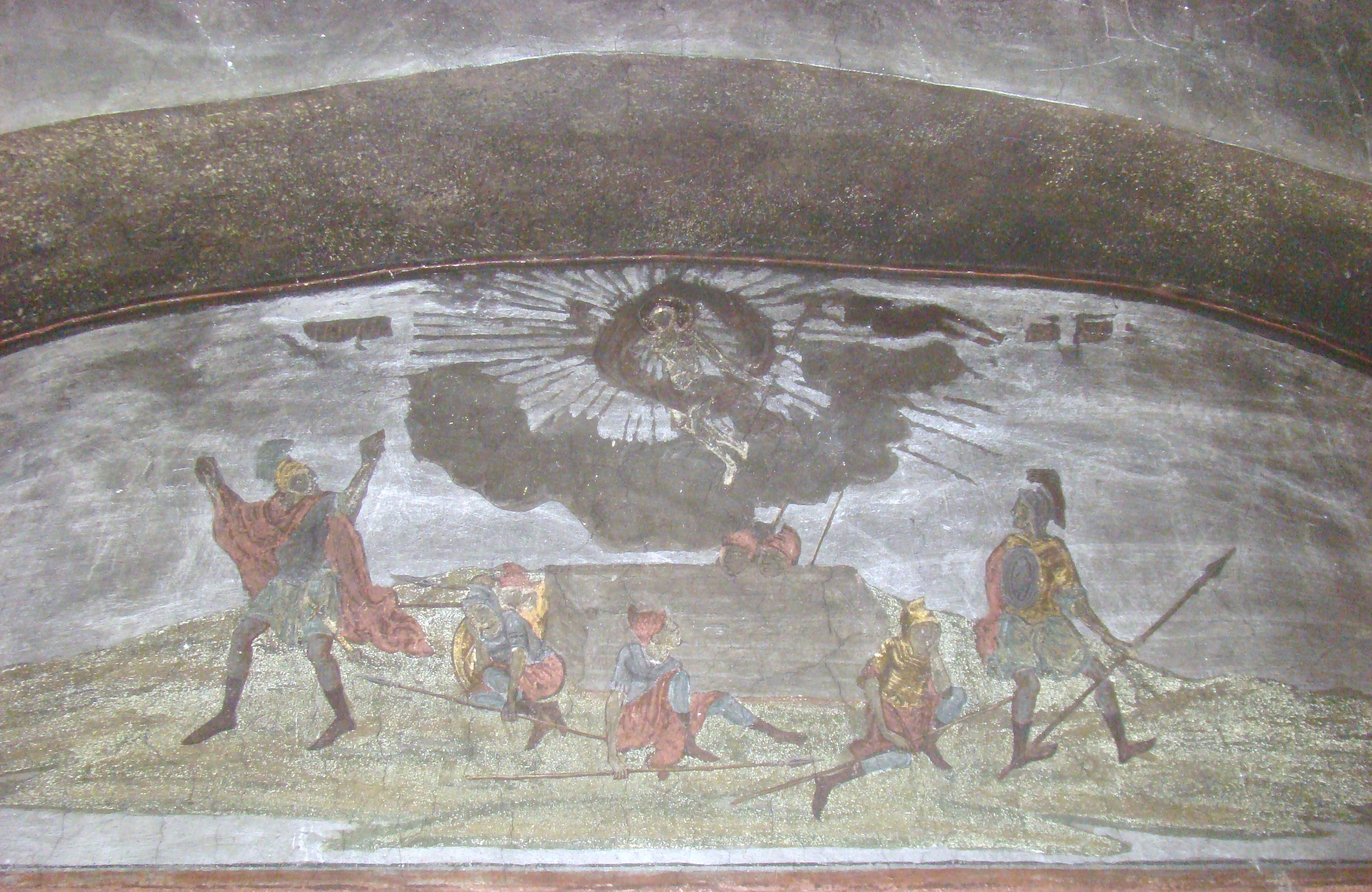
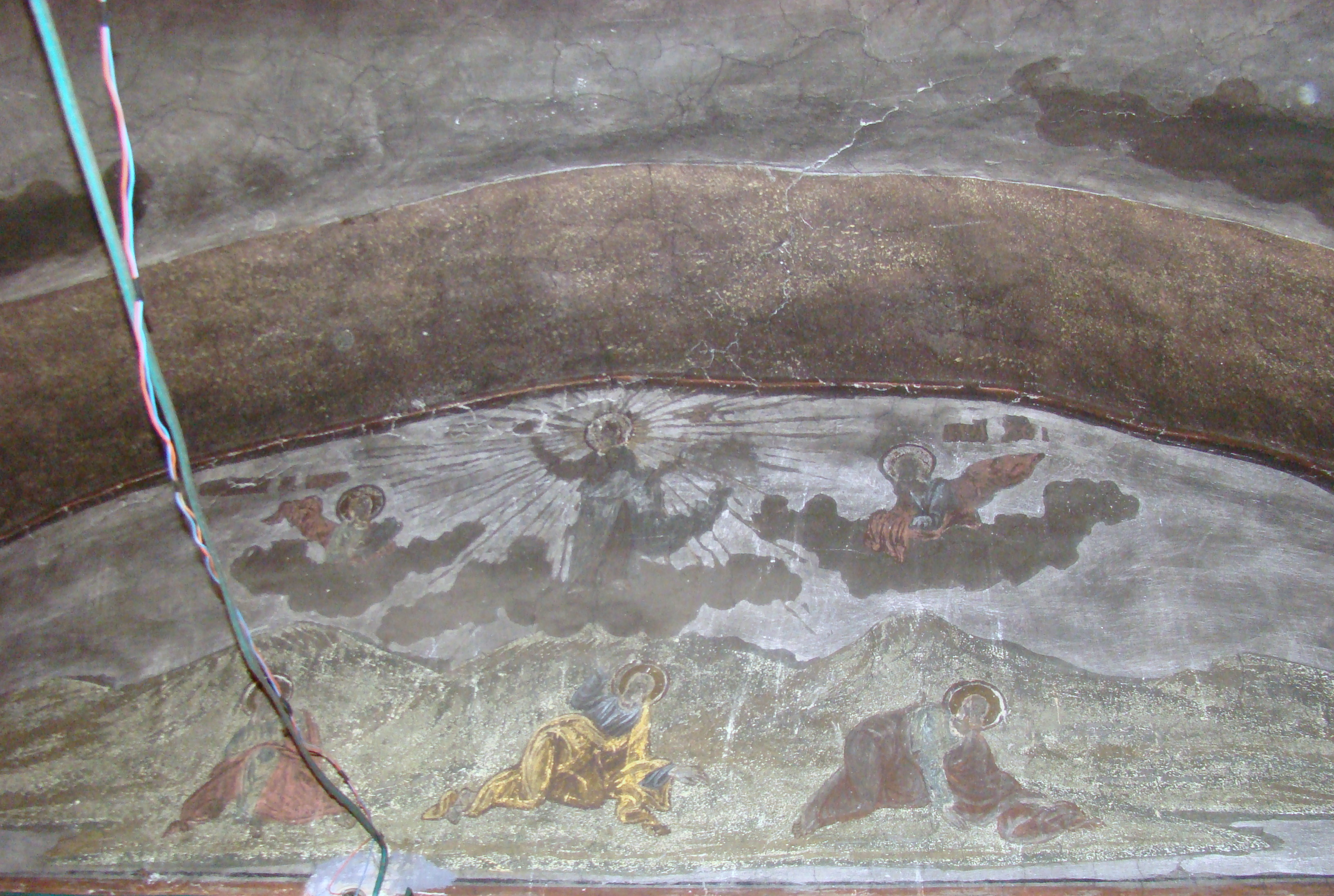
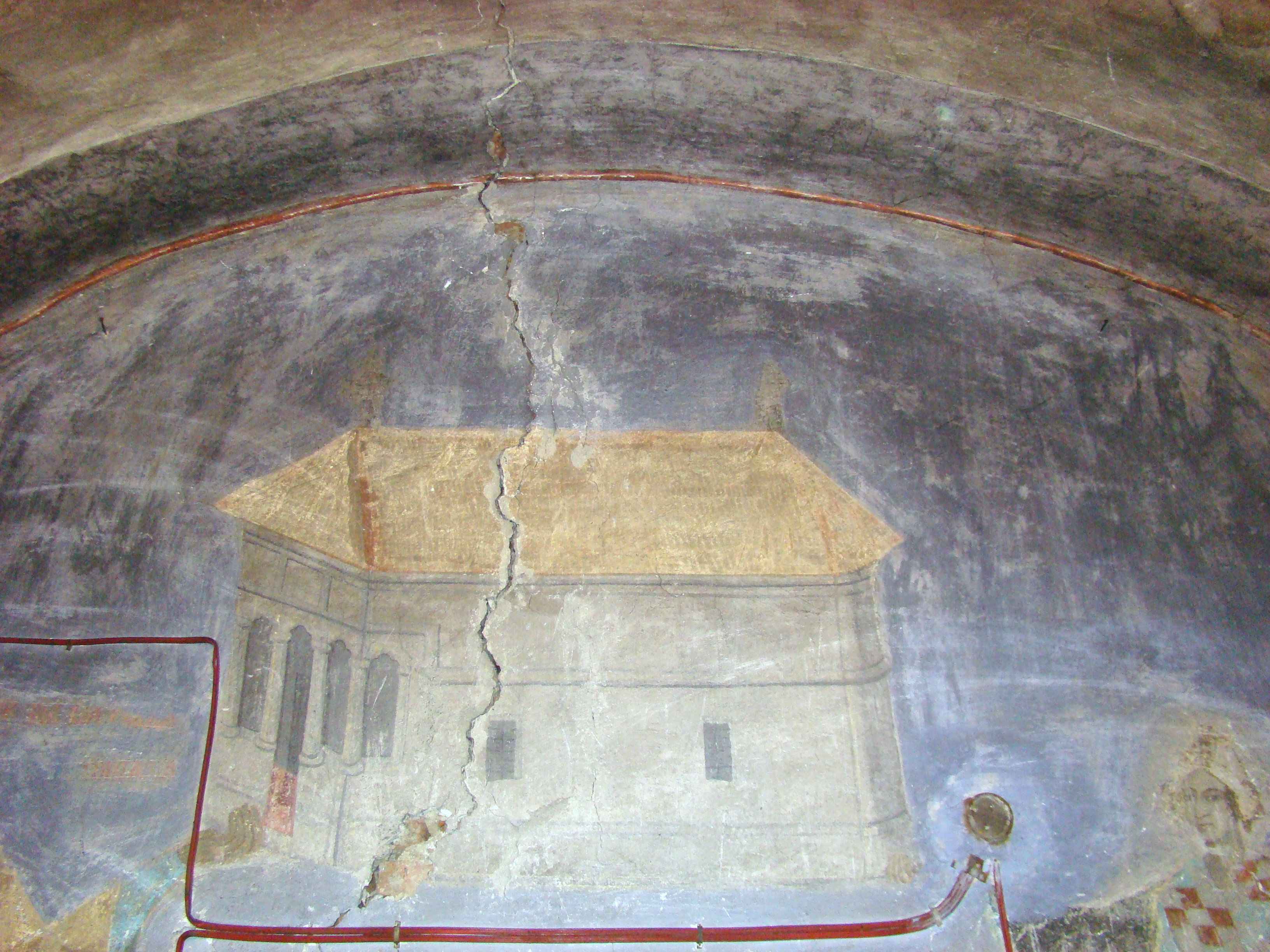
Tabloul votiv (detaliu)
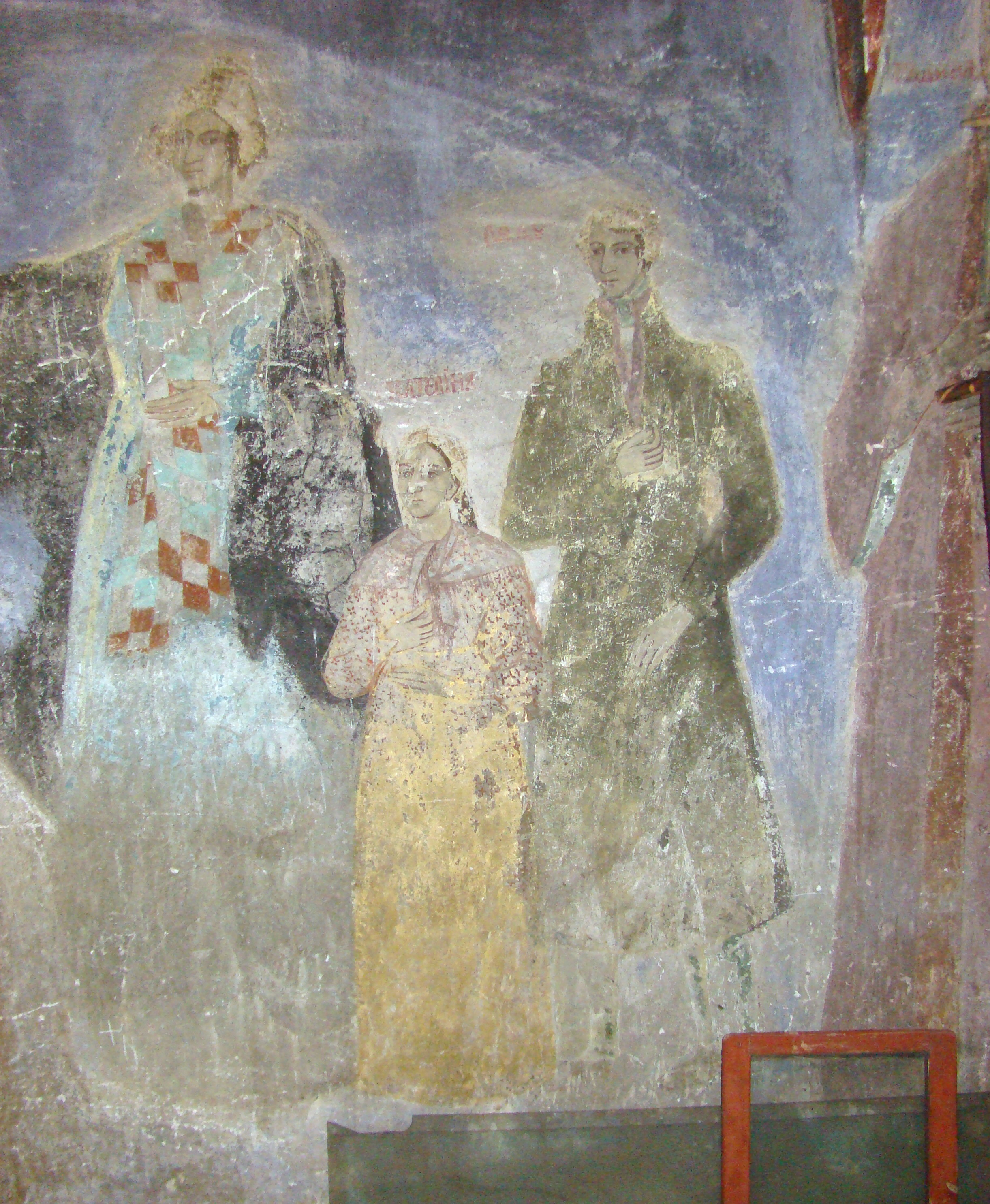
Tabloul votiv (detaliu)
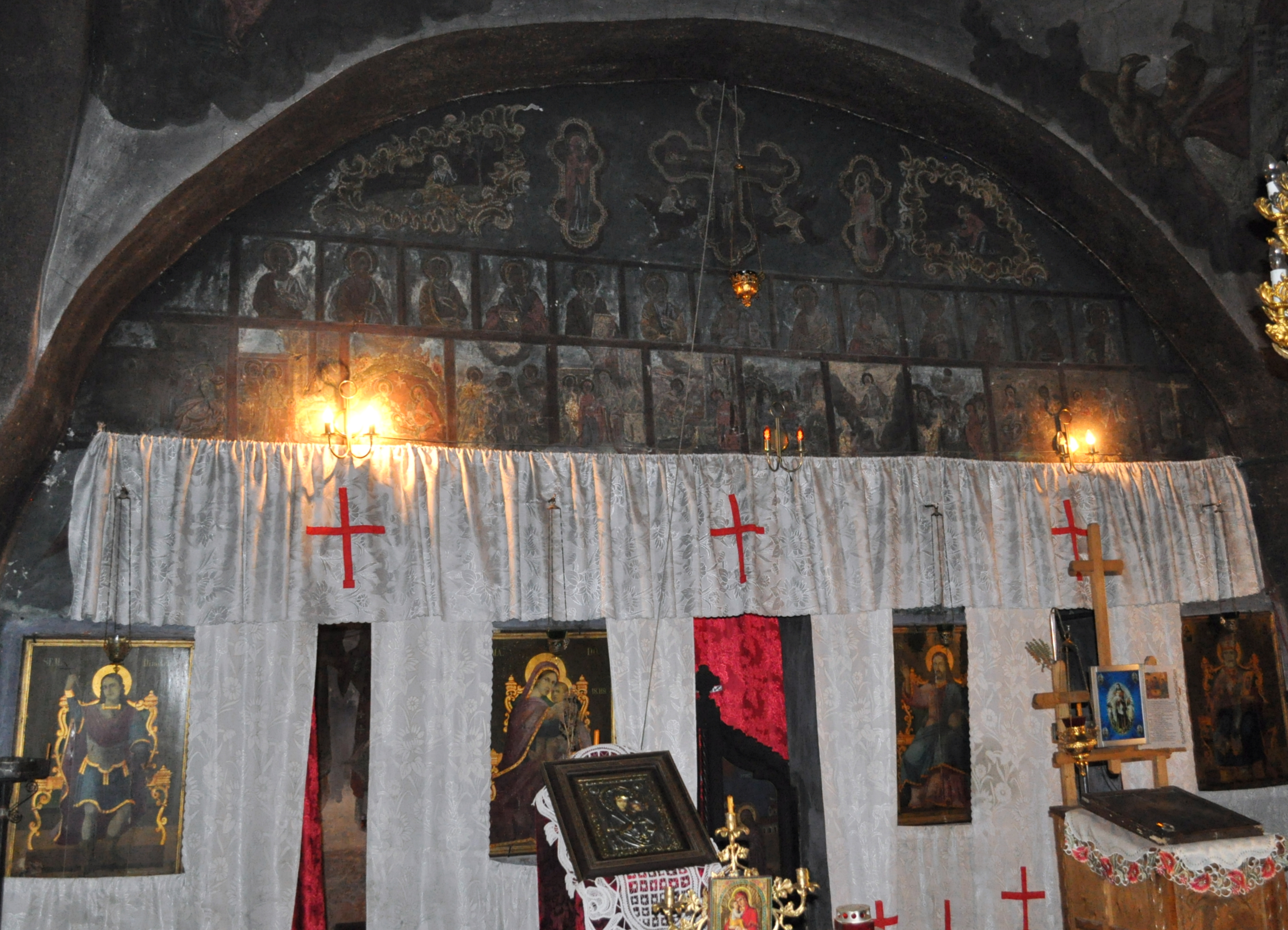